# 地下鉄81-717/714形電車
81-717/714形は、ムィティシ機械製造工場（現：メトロワゴンマッシュ）を始めとするソビエト連邦やロシア連邦各地の工場で製造されている地下鉄用電車。1976年に試作車が登場して以降ソビエト連邦の各都市のみならず東側諸国各地の地下鉄路線に導入され、ソビエト連邦の崩壊以降も長期に渡って大量生産が実施されている。

## 概要

### 導入までの背景
1970年代まで、ソビエト連邦を始めとする東側諸国の地下鉄には1963年以降量産が行われたE形電車やそれを基に製造された車両（Ezh形、Em形、Echs形など）が標準型として導入され続けていた。これらの車両はビード加工が施された軽量鋼製車体を有していた一方、消費電力の削減を図るため電動機の出力が少なく加速度に難があった。更に多くの形式が両運転台式であり、中間車も床上機器や車庫内で使用する運転台が設置されていたため収容力が小さく、増加する乗客への対応も課題となっていた。
そこで、1973年にムィティシ機械製造工場（現：メトロワゴンマッシュ）は車体をより軽量なアルミニウム合金で製造し、制御器（БПСН）にサイリスタを使用し、更に運転台が無い中間車を編成内に含むなど構造を刷新したI形電車を3編成試作した。試験結果は加速度の上昇、定員数の増加など良好なものだったが、当時の工場にはアルミニウム合金を用いた車体の量産体制が整っておらず、防火対策も不十分であった。そこで、I形の構造を基に従来のE形と同様の鋼製車体を用いる形で開発が行われたのが81-717/714形である。
なお、I形までの地下鉄用電車は工場が指定した形式番号（I形の場合は"81-715/716形"）と別個に独自の形式名が付けられていたが、81-717/714形以降にソ連および旧ソ連各国で製造された地下鉄用電車は一部を除き工場側の形式番号がそのまま用いられている。

### 構造
編成は非貫通式の先頭部を片側に持つ電動制御車（先頭車）である81-717形と運転台を持たない中間電動車（中間車）の81-714形で構成されており、最短2両、最高8両まで組成可能である。またエレバン地下鉄では2018年以降81-717形を改造した両運転台車両による単行（1両編成）運転も実施されている。中間車の方が小さい数なのは、81-717形より前の1970年代初頭に計画されながら未成に終わったEzh2形（Еж2）中間電動車の設計を基にした事に由来する。
E形と同様にビード加工を施した軽量構造の鋼製車体を有し、先頭部はFPSで構成されている一方、連結部は中央に非常用貫通扉を持つE形の前面に類似した形状となっている。座席配置はロングシートで、車内の換気は自然換気もしくは換気扇による強制換気（81-717.6/714.6形）によって行われる一方、一部形式の運転台部分を除き空調装置は搭載されていない。車内照明には蛍光灯が用いられる。
各台車に2基配置されている主電動機はE形のものよりも出力を向上させたDK-117D（110 kw、1,465 rpm）で、この出力強化に加え車体の最大重量が増加した事により台車の重量は7.05tから7.55tに増加している。また台車は先頭車と中間車で構造が若干異なっており、先頭車には自動停止弁や速度センサーが搭載されている。
主制御器として、第三軌条から供給された直流750 Vの電流を80 Vの定電圧に変換する一次変換器と車内照明用として80 Vの定電圧を交流220 Vに変換する二次変換器で構成されるBPSN-5U2（БПСН-5У2）が使用されている。双方とも回路内にサイリスタが用いられており、E形に比べて消費電力が5-6％削減されている。制動装置は発電ブレーキが使われ、非常時には空気ブレーキに置き換えられる。

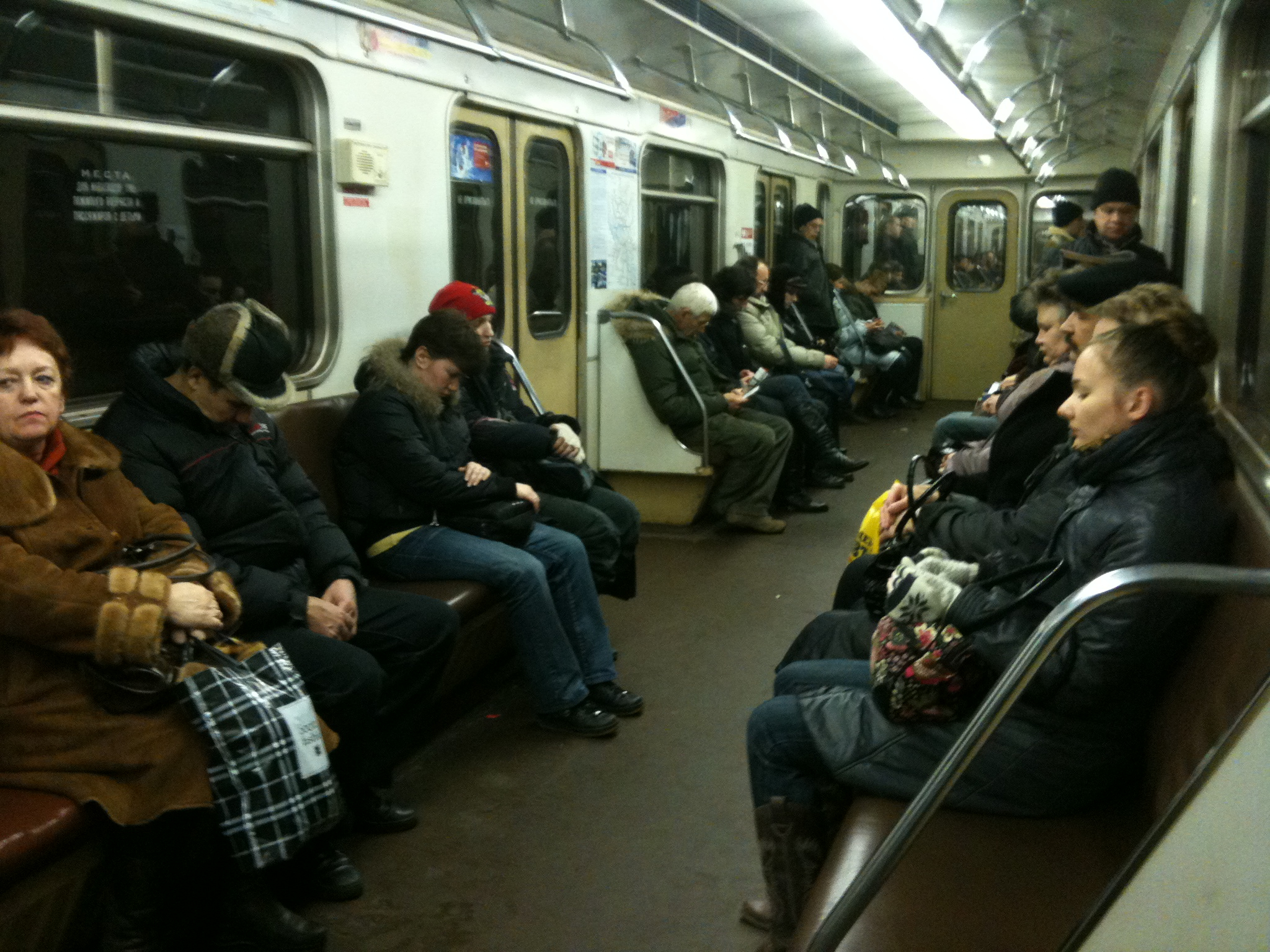
車内（モスクワ地下鉄）
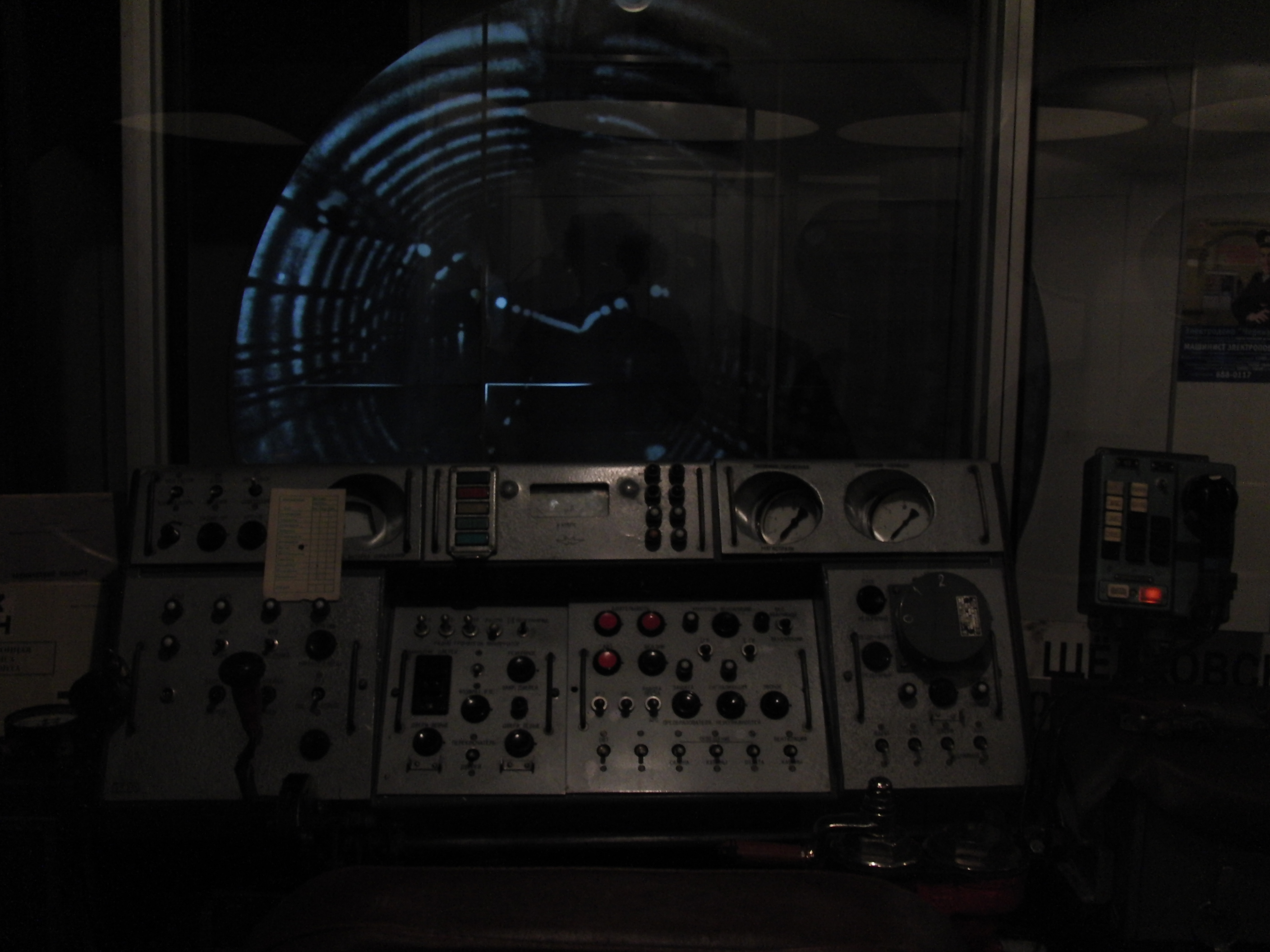
中央運転台（モスクワ地下鉄）
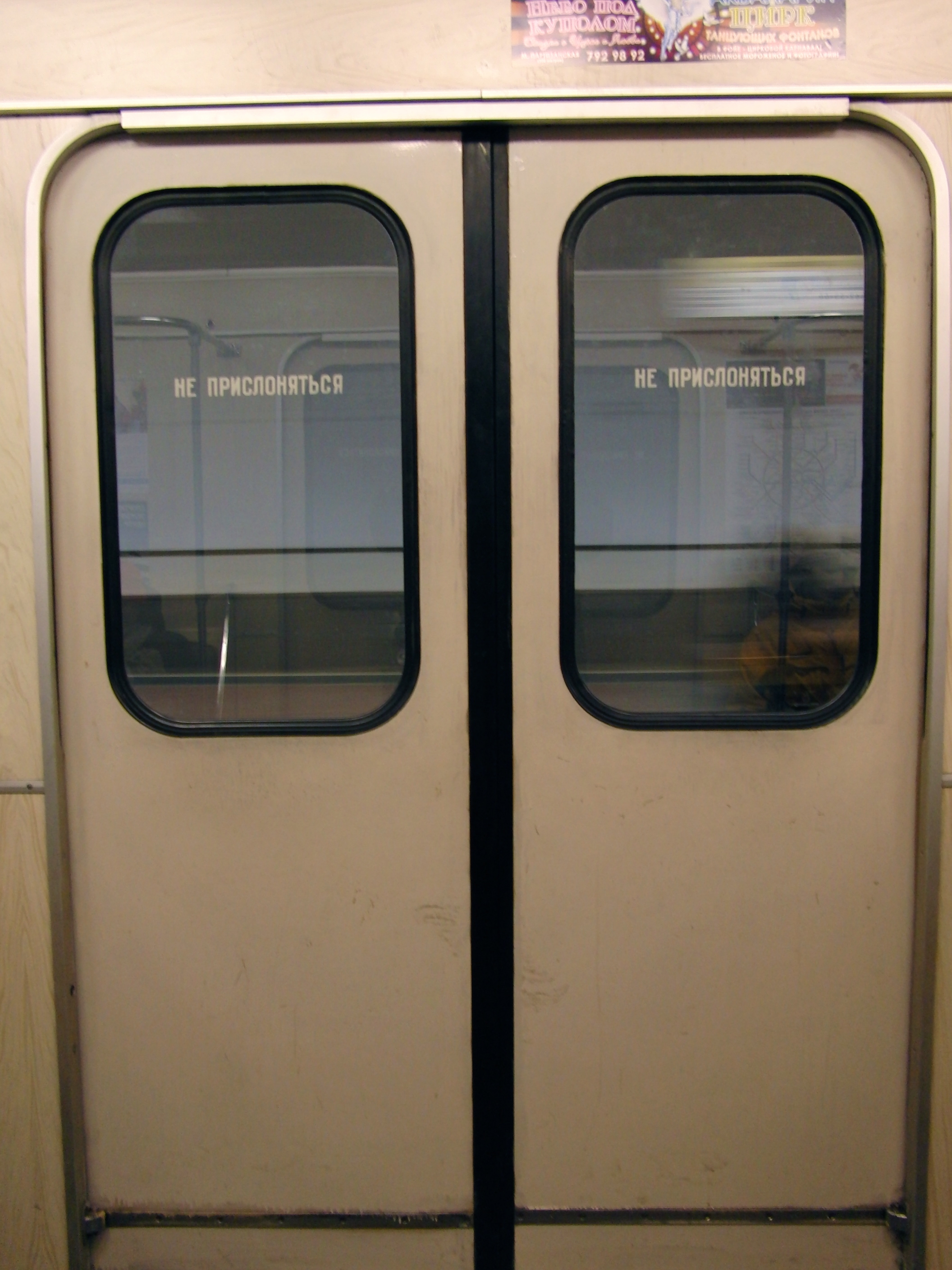
両開きの乗降扉（モスクワ地下鉄）
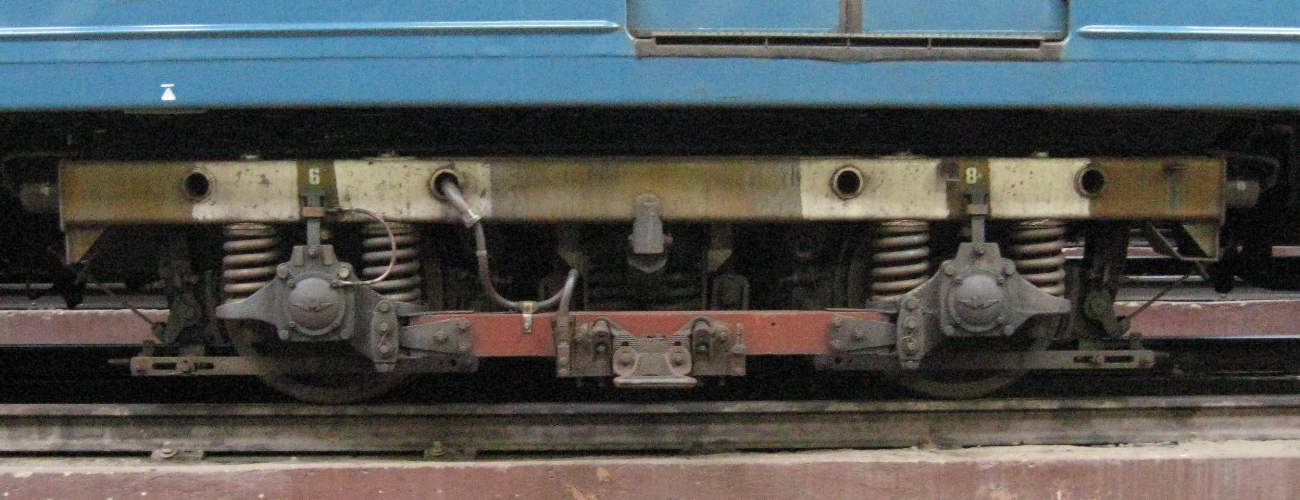
台車（81-714形）
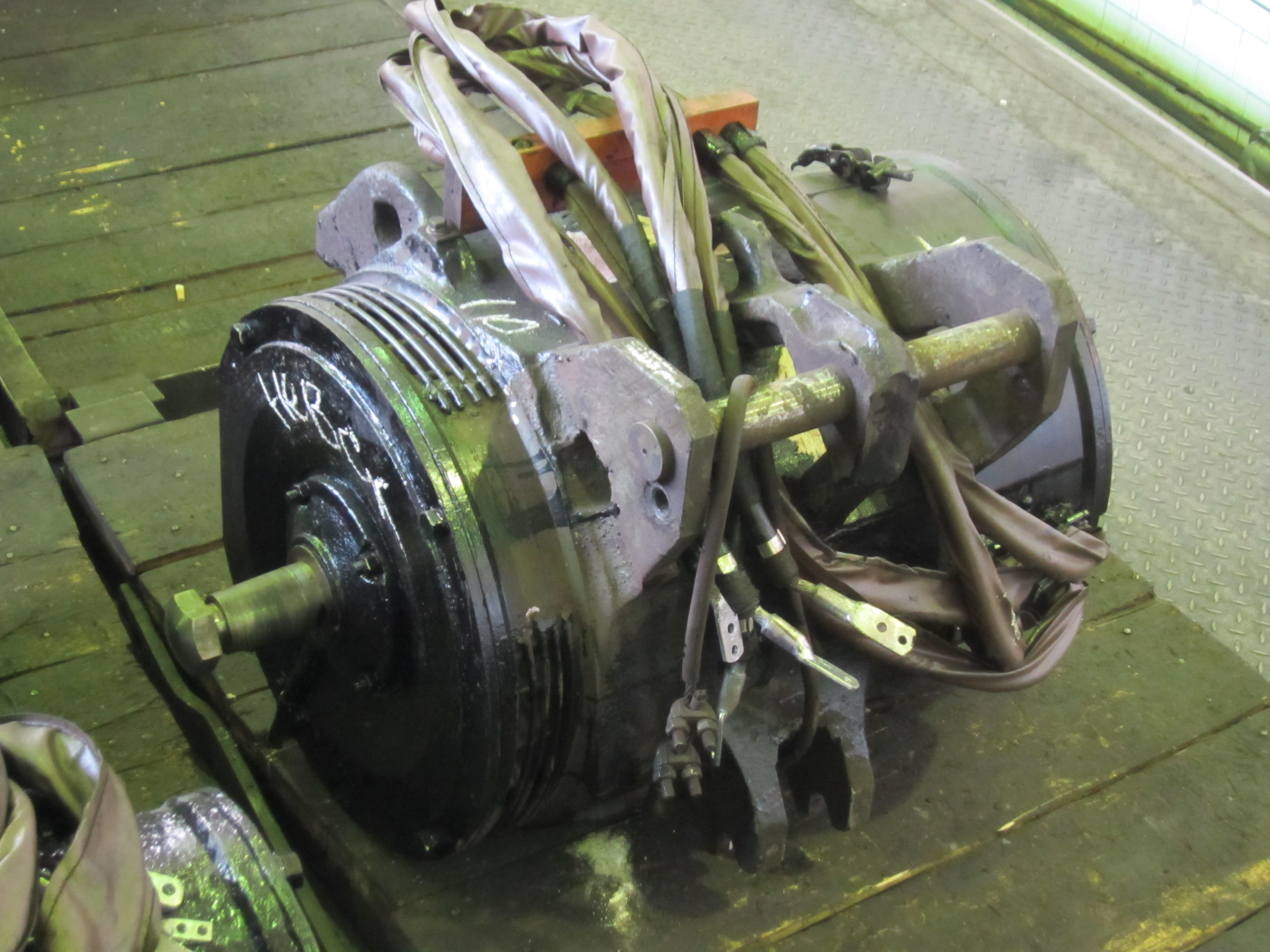
電動機（DK-117DM形）
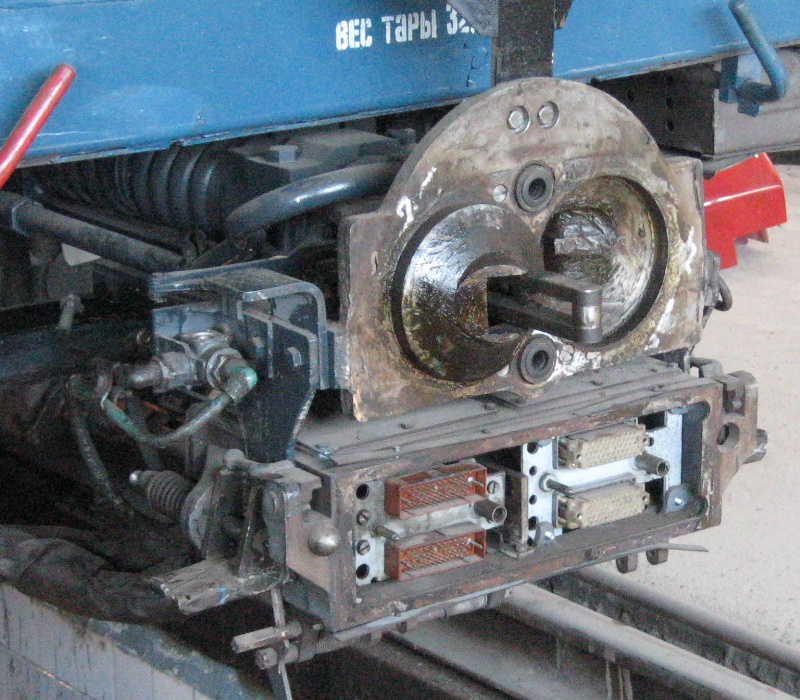
前面の連結器
形式図（81-717形）

## 車種

### 81-717/714形
ソ連各地の地下鉄へ向けて製造された、広軌（1,520 mm）に対応した形式。1976年から1977年にかけて試作車（81-717形5両、81-717形8両）が製造され、試験運転が行われた後1978年からムィティシ機械製造工場での量産が開始された。1980年以降はI.E.エゴロフ工場でも製造を開始されたが、こちらで生産された車両についてはレニングラード地下鉄（現：サンクトペテルブルク地下鉄）向けに生産が行われたEm501形の車体設計が一部流用された。更に、需要増加に対応するため1980年から1985年にかけてはカリーニン車両工場（現：トヴェリ車両工場）での車体製造も実施された。
量産化後も車体、機器、台車などに関する幾度かの設計変更が行われ、特に1983年以降は制御器が騒音を抑制したBPSN-5U2M（БПСН-5У2М）に、1985年以降は電動機が部品の見直しを行ったDK-117DM（112 kw、1,520 rpm）に変更された。また導入された都市によっては車体中央下部の前照灯4基が搭載されていない場合もあった。量産は1988年まで行われ、うちムィティシ機械製造工場製の車両は1,174両（81-717形：460両、81-714形：714両）、I.E.エゴロフ工場製の車両は1,470両（81-717形：473両、81-714形：997両）であった。

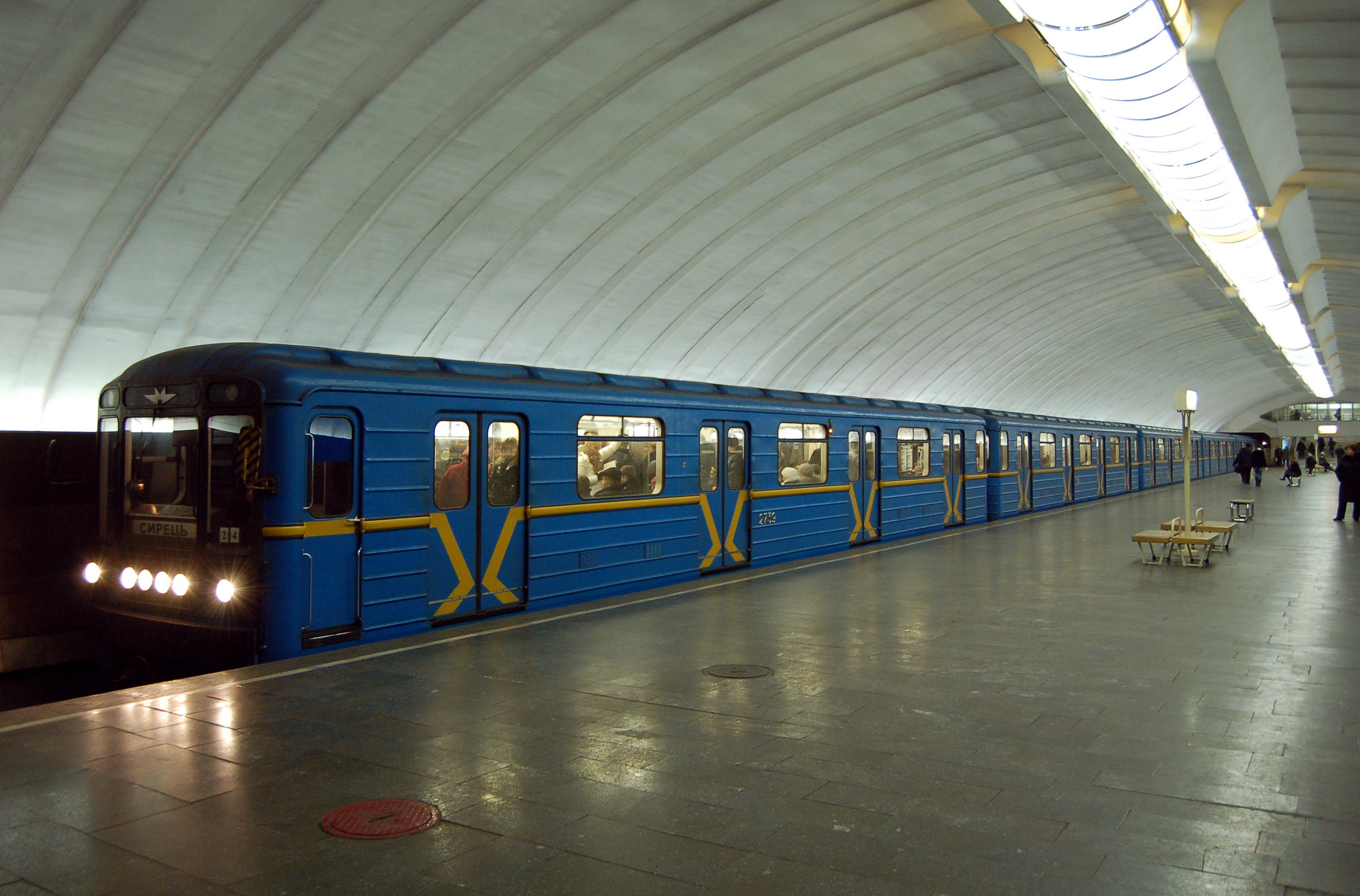
キーウ地下鉄
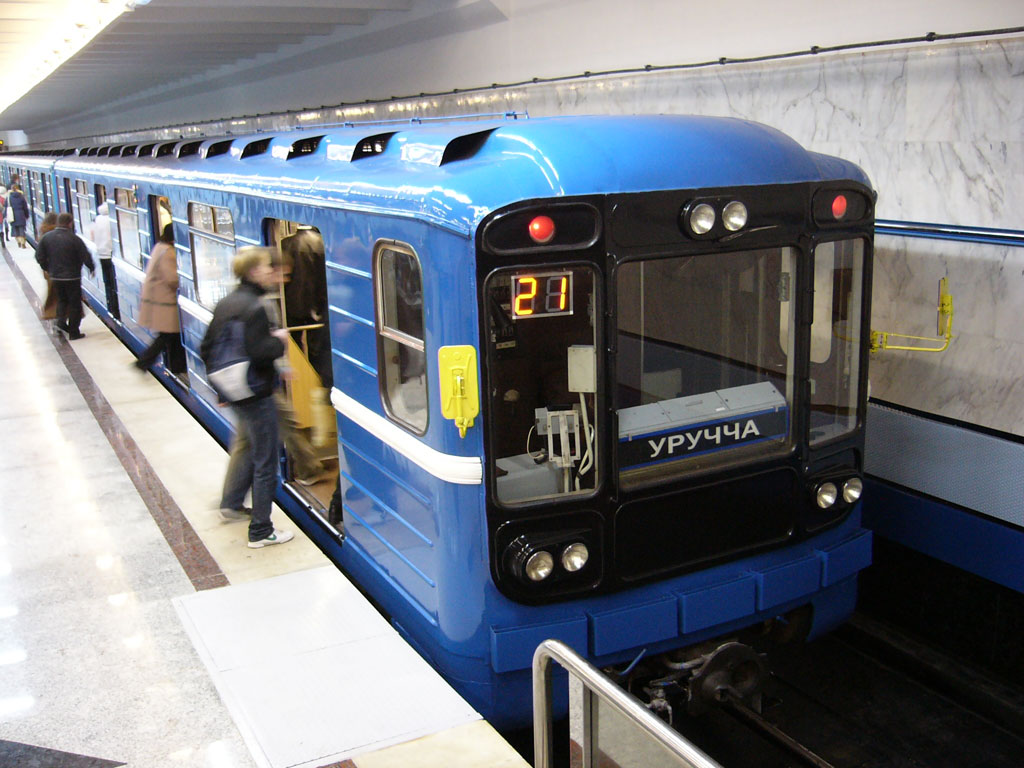
ミンスク地下鉄
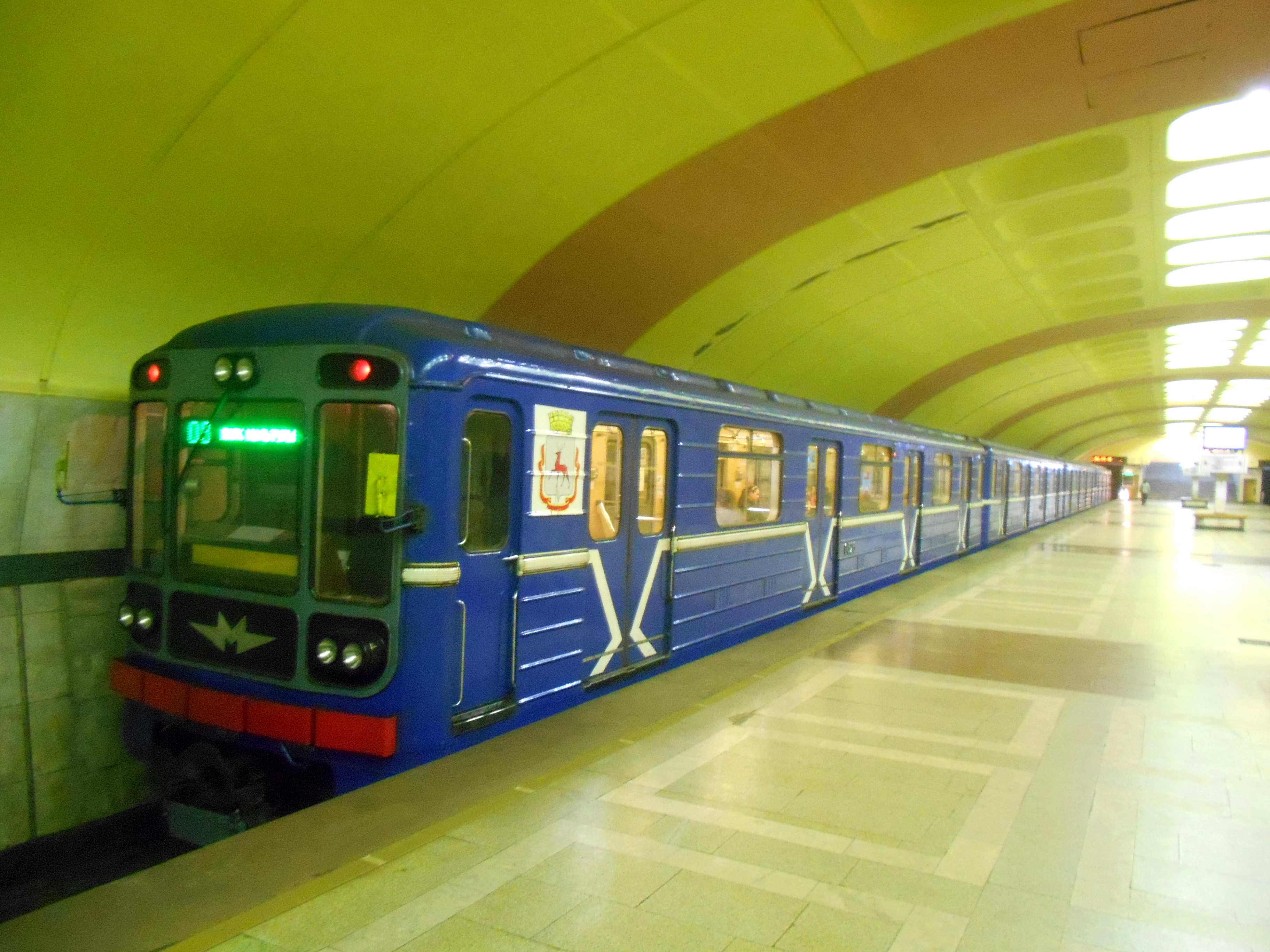
ニジニ・ノヴゴロド地下鉄
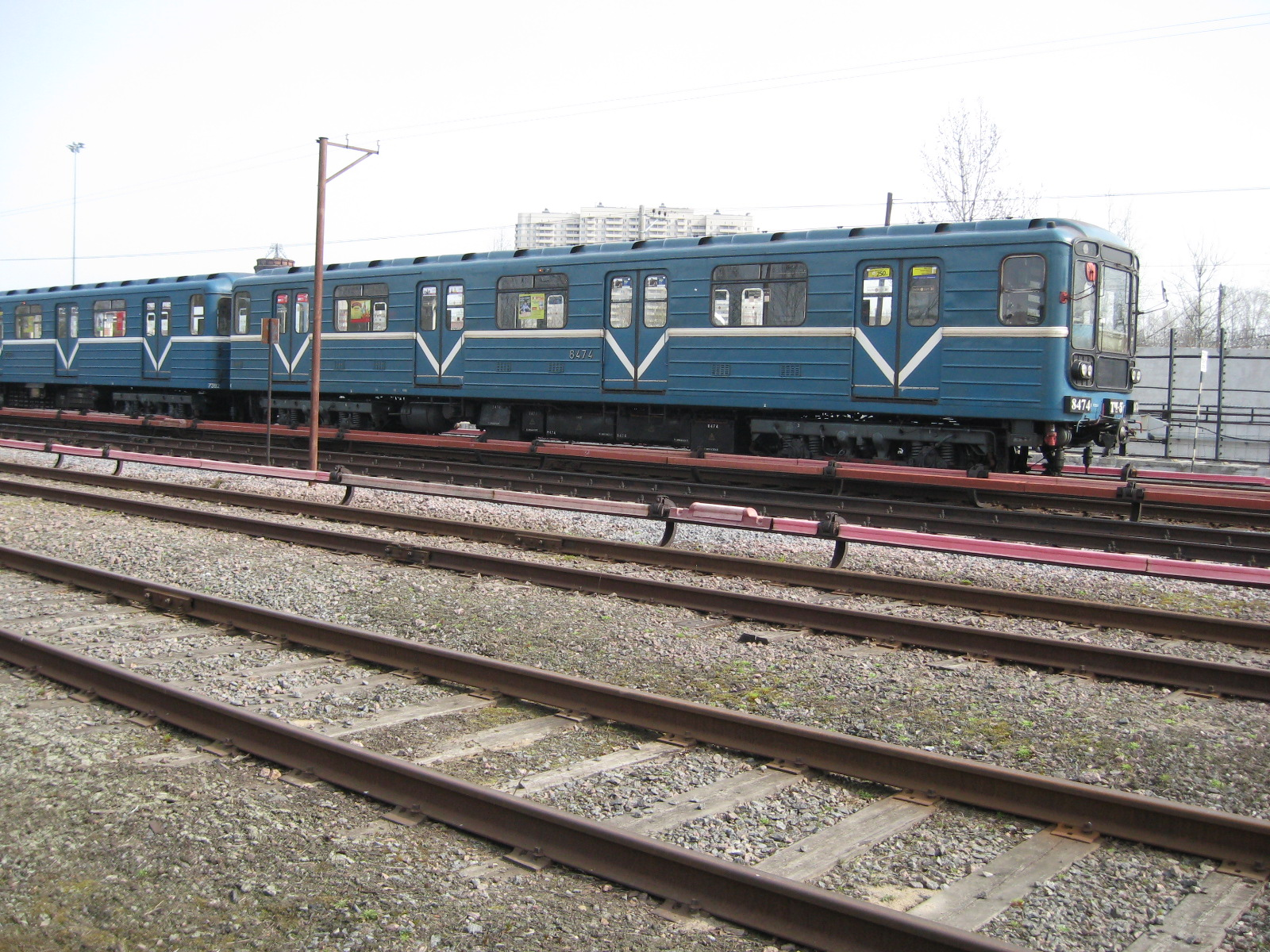
サンクトペテルブルク地下鉄
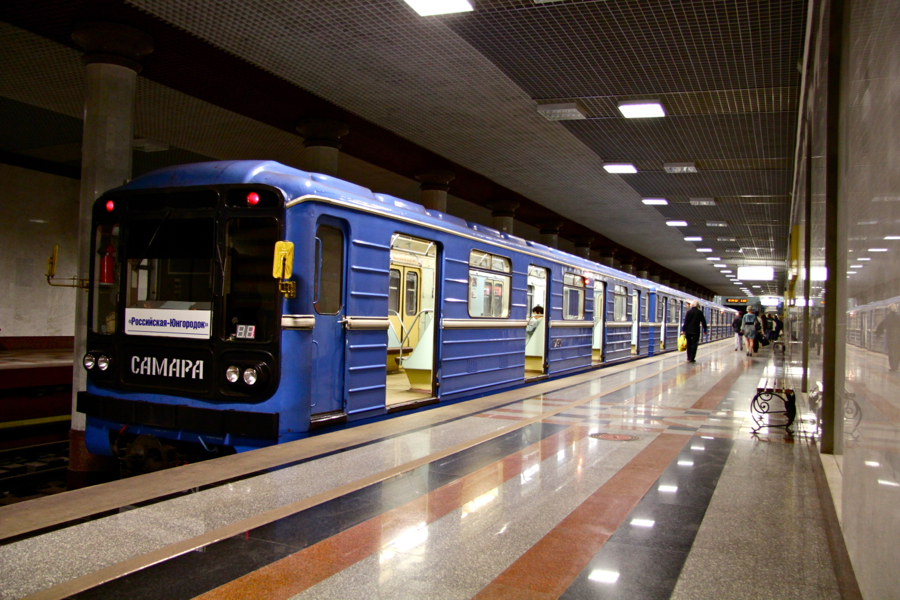
サマーラ地下鉄
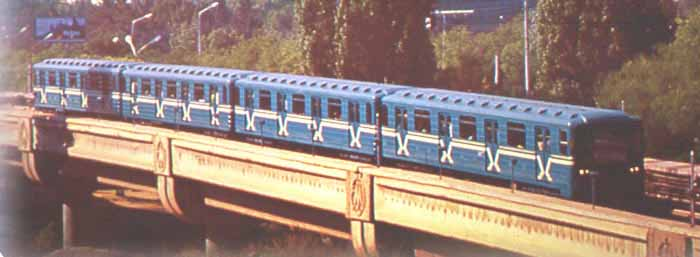
タシュケント地下鉄
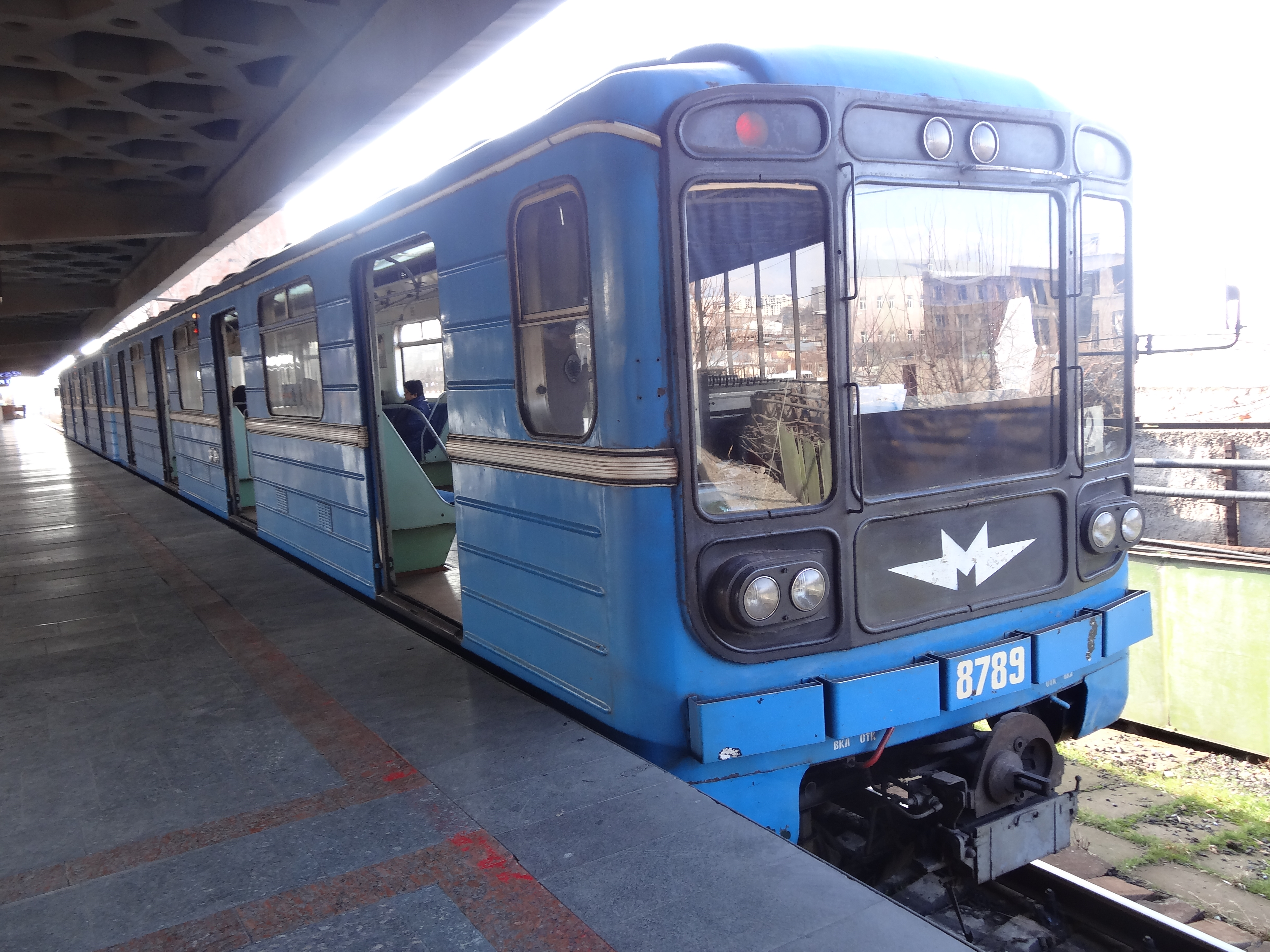
エレバン地下鉄 2両編成で運行する

### 81-717.1/714.1形

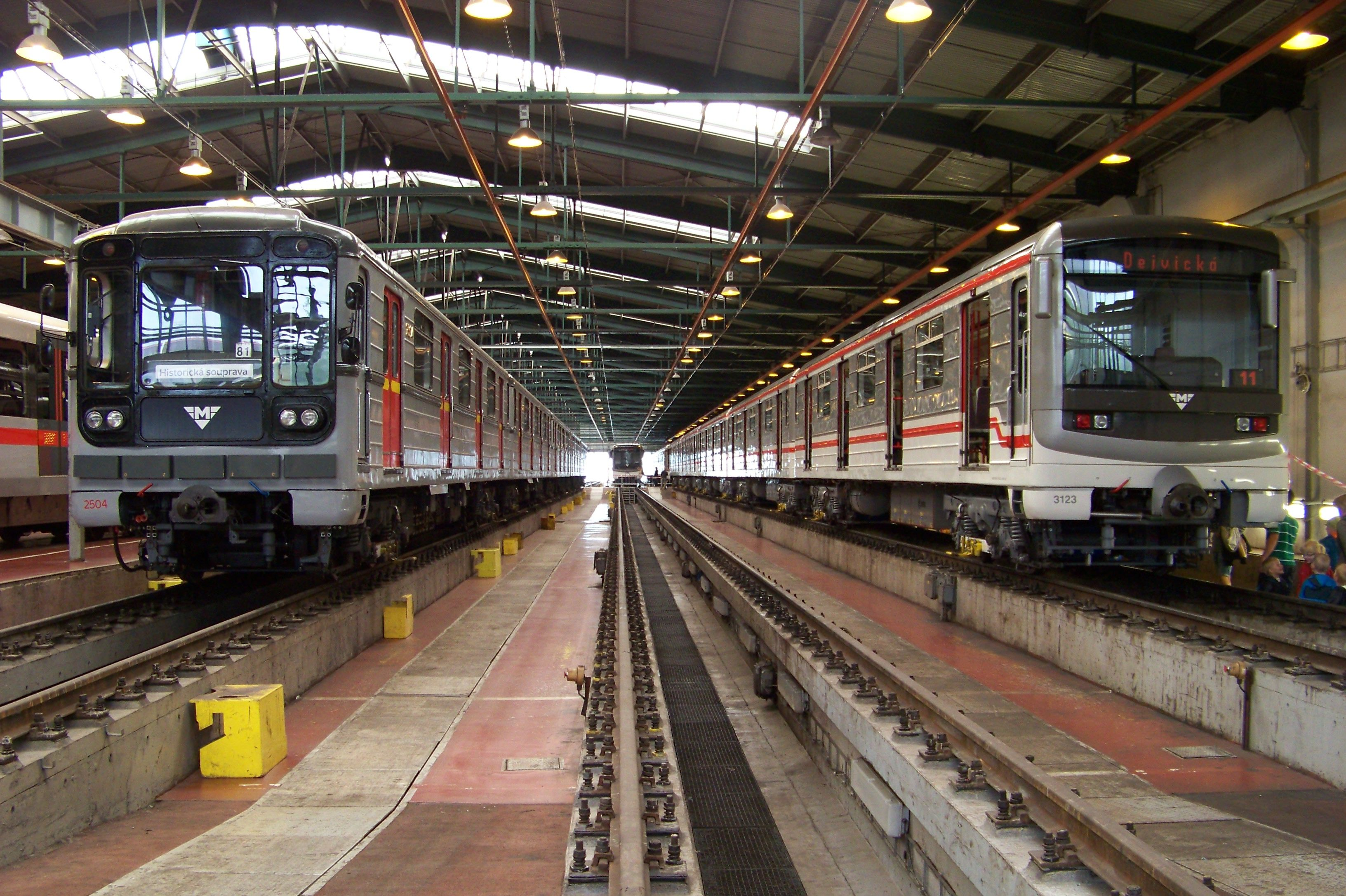
81-717.1/714.1形（左）、81-71M形（右）

チェコスロバキア（現：チェコ）の首都・プラハを走るプラハ地下鉄へ向けて製造された、標準軌（1,435 mm）に対応した車種。1978年のA線開通に合わせて運行を開始し、2009年まで使用された。1996年以降は更新工事を行った81-71M形も導入されている。

### 81-717.2/714.2形

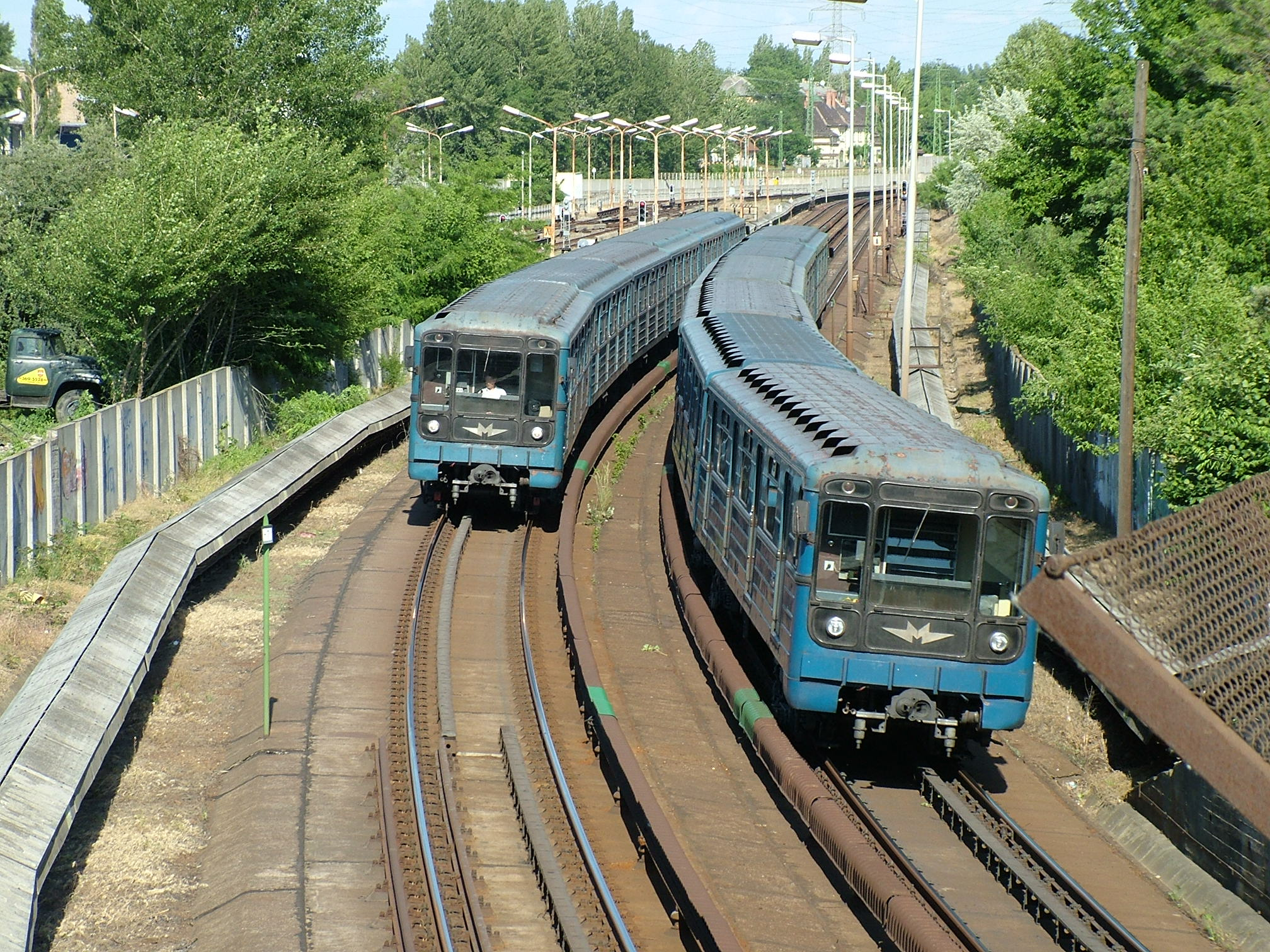
81-717.2/714.2形

ハンガリーの首都・ブダペストを走るブダペスト地下鉄に導入された、ムィティシ機械製造工場製の標準軌（1,435 mm）仕様の車種。1979年から1991年まで製造された車両は前照灯が左右のみであった一方、1998年に増備された81-717.2M/714.2M形は前面中央下部に4灯増設された他、構造も広軌向けの81-717.5M/714.5M形を基に変更され最高速度が100 km/hに向上した。
2008年からはアルストムのメトロポリス導入により置き換えが進んだ一方、2016年以降はメトロワゴンマッシュで81–717.2K/714.2K形への更新が行われ、原型車は2018年4月2日をもって運用から離脱した。

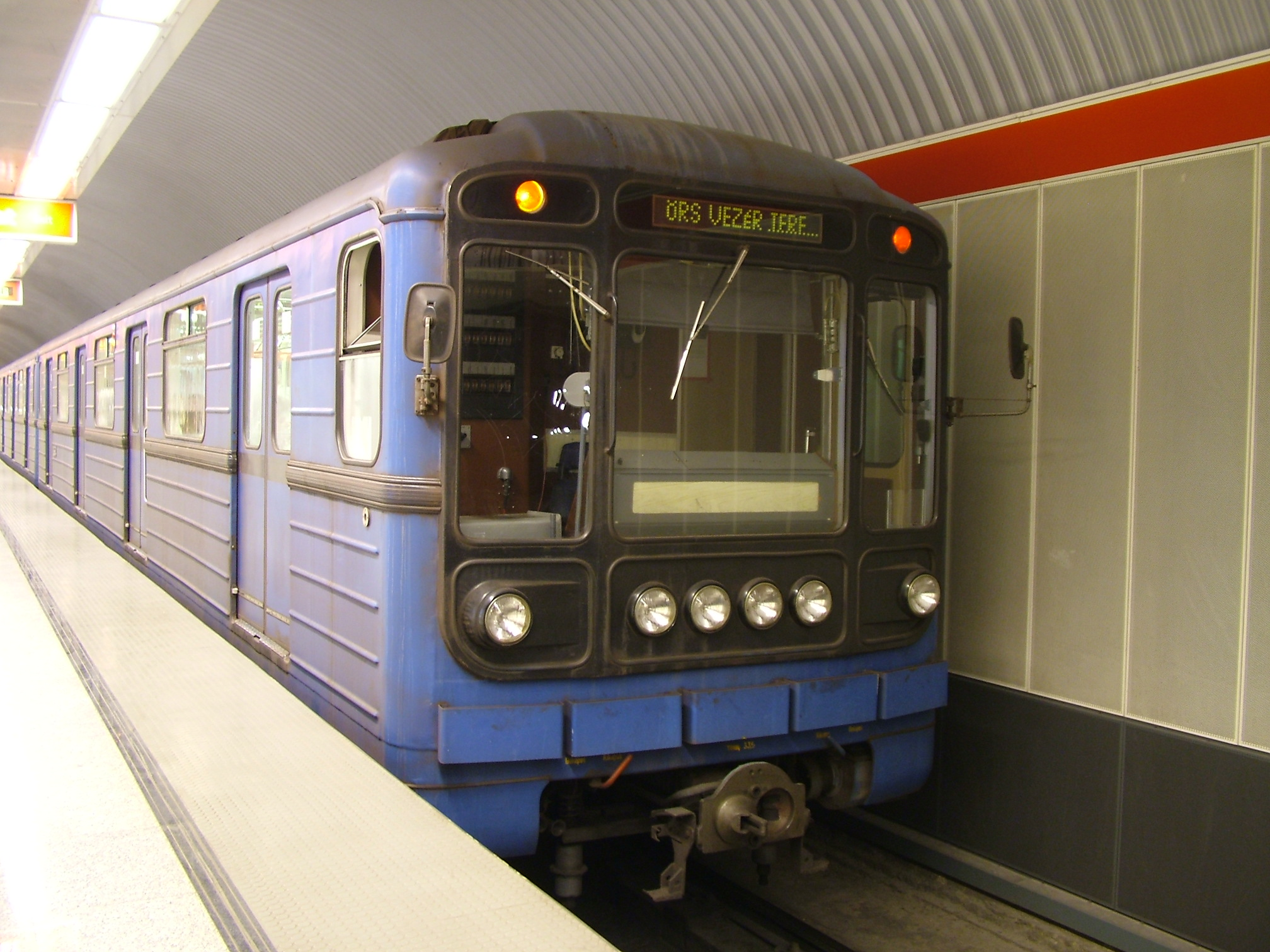
81-717.2M/714.2M形 前照灯が増設されている
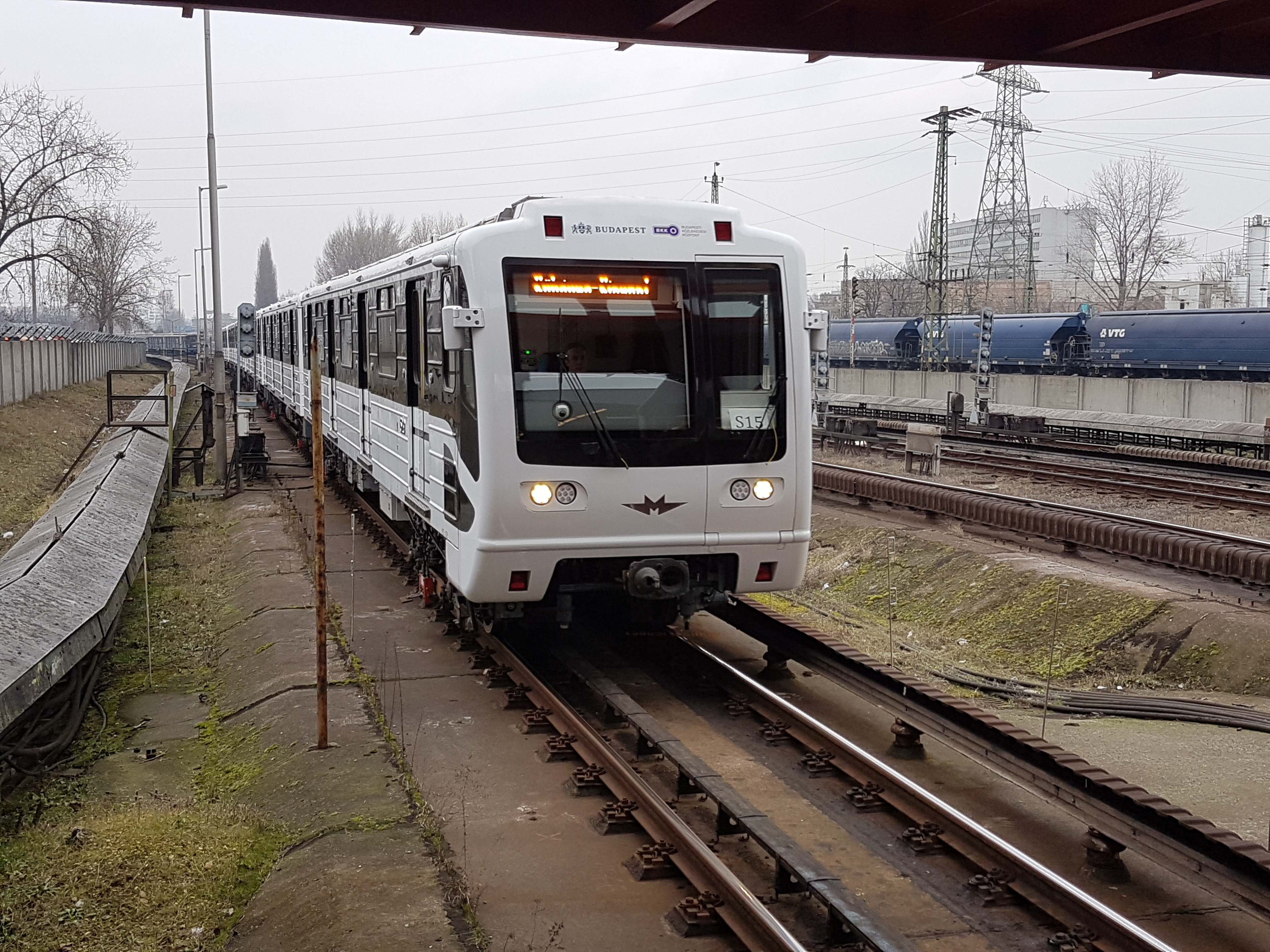
81–717.2K/714.2K形

### 81-717.3/714.3形

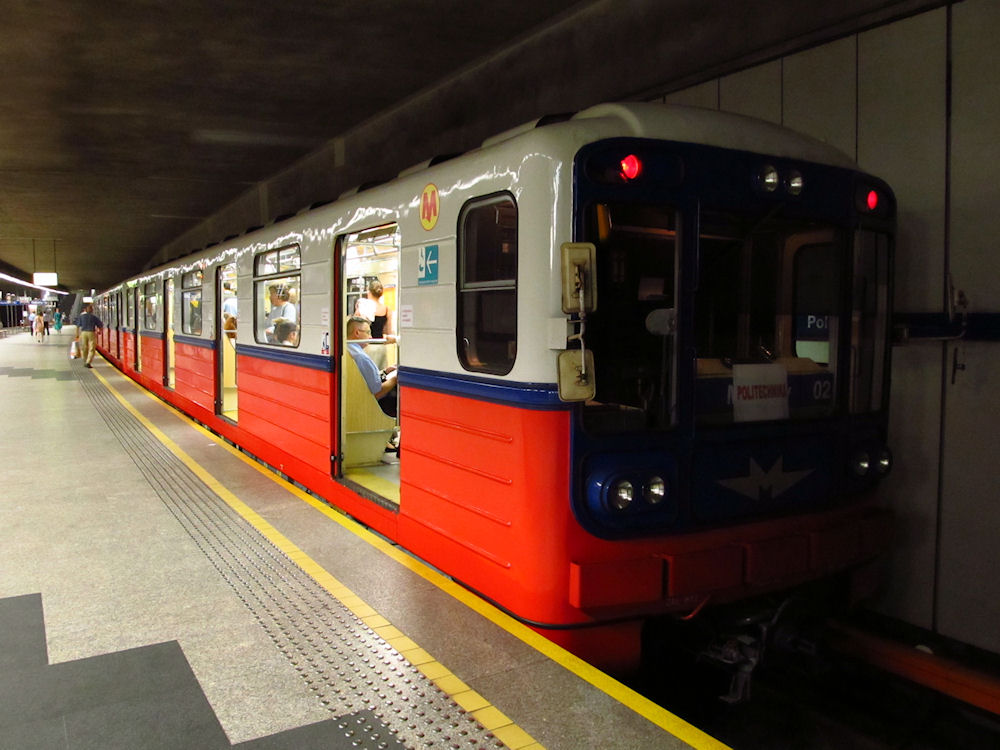
81-717.3/714.3形

ポーランドの首都・ワルシャワのワルシャワ地下鉄の開業に向けて製造された標準軌（1,435 mm）仕様の車種。1989年に10両が製造され翌1990年にポーランドに到着したものの、開業の遅れから運行開始は1995年4月7日となった。以降の車両増備は、運転室への強制換気の導入など仕様変更が行われたワゴンマッシュ製造の81-572/573形によって行われている。

### 81-717.4/714.4形

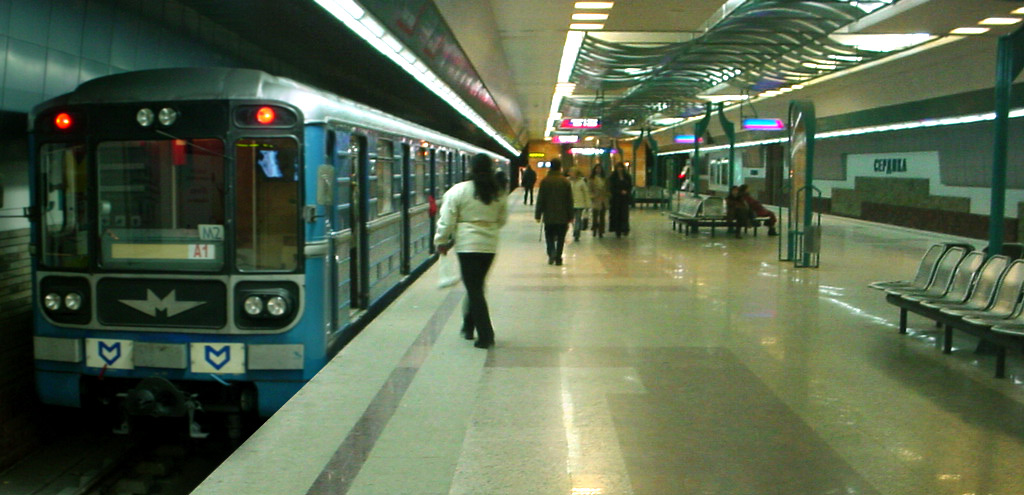
81-717.4/714.4形

ブルガリアの首都・ソフィアに建設されたソフィア地下鉄向けの車両として導入された、標準軌に対応した形式。ムィティシ機械製造工場で製造され、1989年から1990年にかけて製造されたものの、地下鉄建設が大幅に遅れた結果運行開始は最初の路線が開通した1998年となった。合計168両が導入されたが、2020年以降次項で述べる更新工事が行われている。

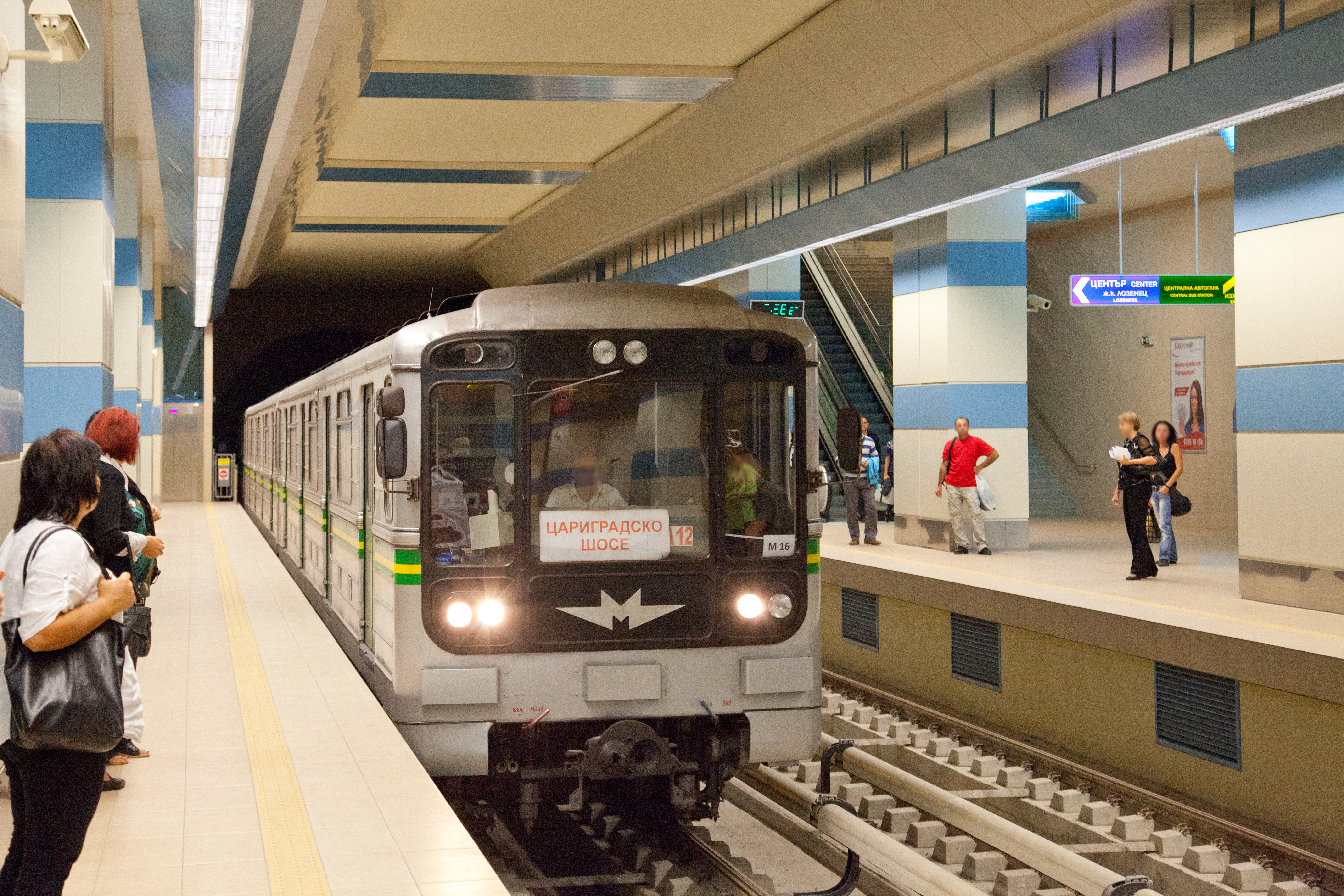
新塗装

### 81-717.4K/714.4K形

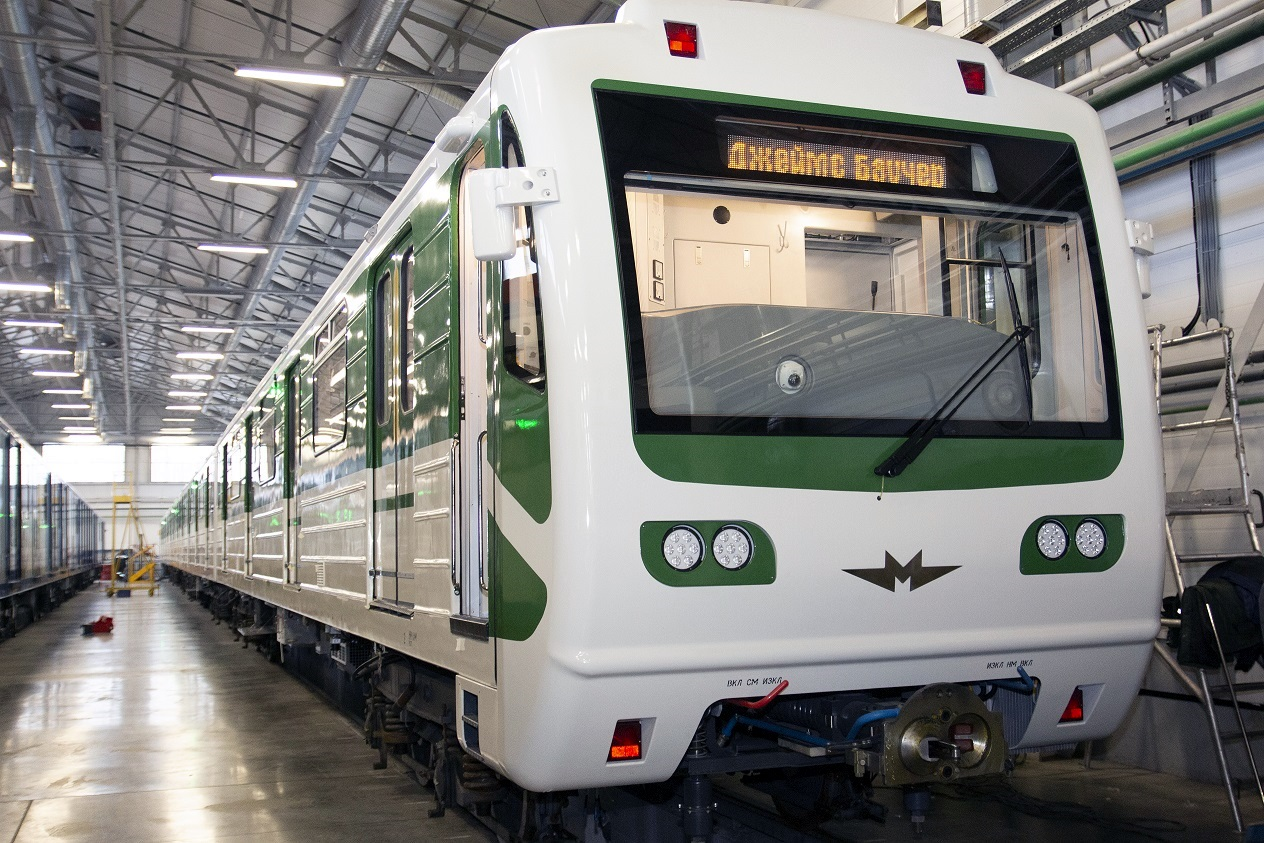
81-717.4K形/714.K形

ソフィア地下鉄向けに製造された81-717.4/717.4形に対し、2018年12月に締結された契約を基にメトロワゴンマッシュで延命や運用コスト削減を兼ねた更新工事を実施した形式。電気機器や連結器、輪軸の交換に加えて可燃性が高い車内の床材の変更、座席の交換、LEDディスプレイの設置や煙・高温用のセンターなどの安全対策の向上などが実施される他、先頭車両の車内には車椅子やベビーカー用のフリースペースが設けられる。また、車体についても前面形状の変更が行われる。
2020年現在は4両編成2本が使用されているが、同年に新たに40両（4両編成10本）の改造契約が結ばれており、ソフィア地下鉄で使用されている81-717.4/717.4形のうち4分の1以上が更新工事の対象となる。

### 81-717.5/714.5形
1987年、モスクワ地下鉄は一部の81-714/717形に信頼性を高めるため電圧周波数150Hzの補助電源装置を搭載し、動作試験を行った。その結果が良好だったことを受け、1988年以降の製造車両は補助電源装置に加え防火設備や警報装置など安全性も高めた81-717.5/714.5形として生産が行われた。それ以外の車体や主要機器などの変更は行われていない。
ソビエト連邦の崩壊に伴いムィティシ機械製造工場から改称したメトロワゴンマッシュは1993年に製造を終了し81-717.5M/714.5M形に移行した一方、I.E.エゴロフ工場から改称したワゴンマッシュは2001年まで中間車（81-714形）を中心に製造を続けた他、1997年以降81-717.5/714.5形を基礎とし自動列車運転装置を搭載した81-540/541形の生産を行っている。
- モスクワ地下鉄（動画）

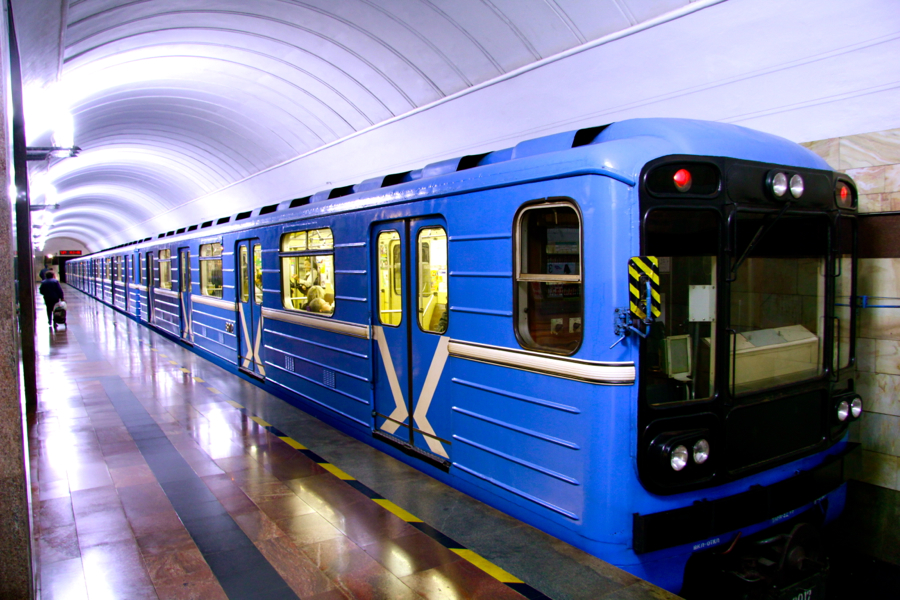
エカテリンブルク地下鉄
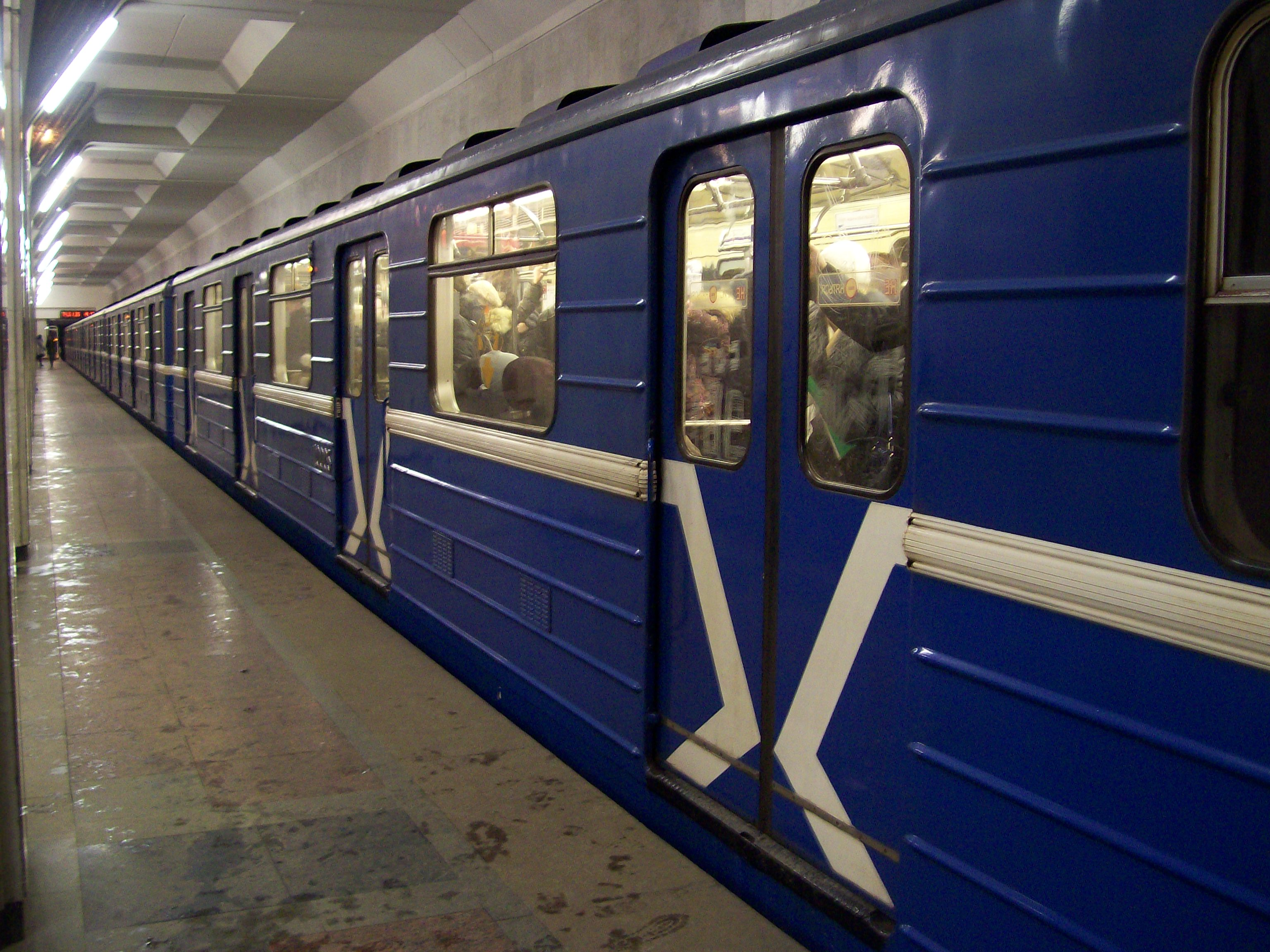
ミンスク地下鉄

### 81-717.5M/714.5M形
1993年以降に製造が行われた、81-717.5/714.5形を基礎とした車種。車体の強度や断熱性・遮音性が増した他、車内の換気システムとして強制換気装置が追加され、電動機（DK-117DM）についても発電ブレーキ使用時の性能が高められた。また2003年以降に製造された車両は破損を防止するため座席の強度の見直しが行われた。
メトロワゴンマッシュで2014年まで生産された81-717.5M/714.5M形に加え、以下の車種が製造された。
- 81-717.5B/714.5B形（81-717.5Б/714.5Б） - 2002年以降バクー地下鉄用に製造された車種。前面が81-717/714形を基礎とした従来のデザインから変更され、前照灯・尾灯の位置が左右の端に移動した[33]。
- 81-717.5P/714.5P形（81-717.5П/714.5П） - 2012年以降サンクトペテルブルクの十月電車修理工場（ロシア語版）（ОЭВРЗ）で製造された車種。前面がワゴンマッシュで設計された81-540.2/541.2形（ロシア語版）と同様のデザインになった。サンクトペテルブルク地下鉄で運用されている[33][34]。

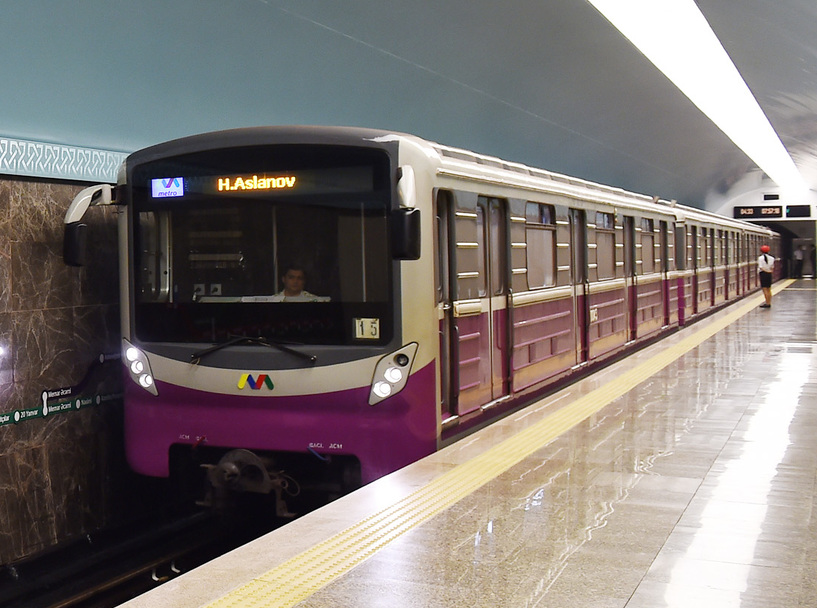
81-717.5B/714.5B形（バクー地下鉄）
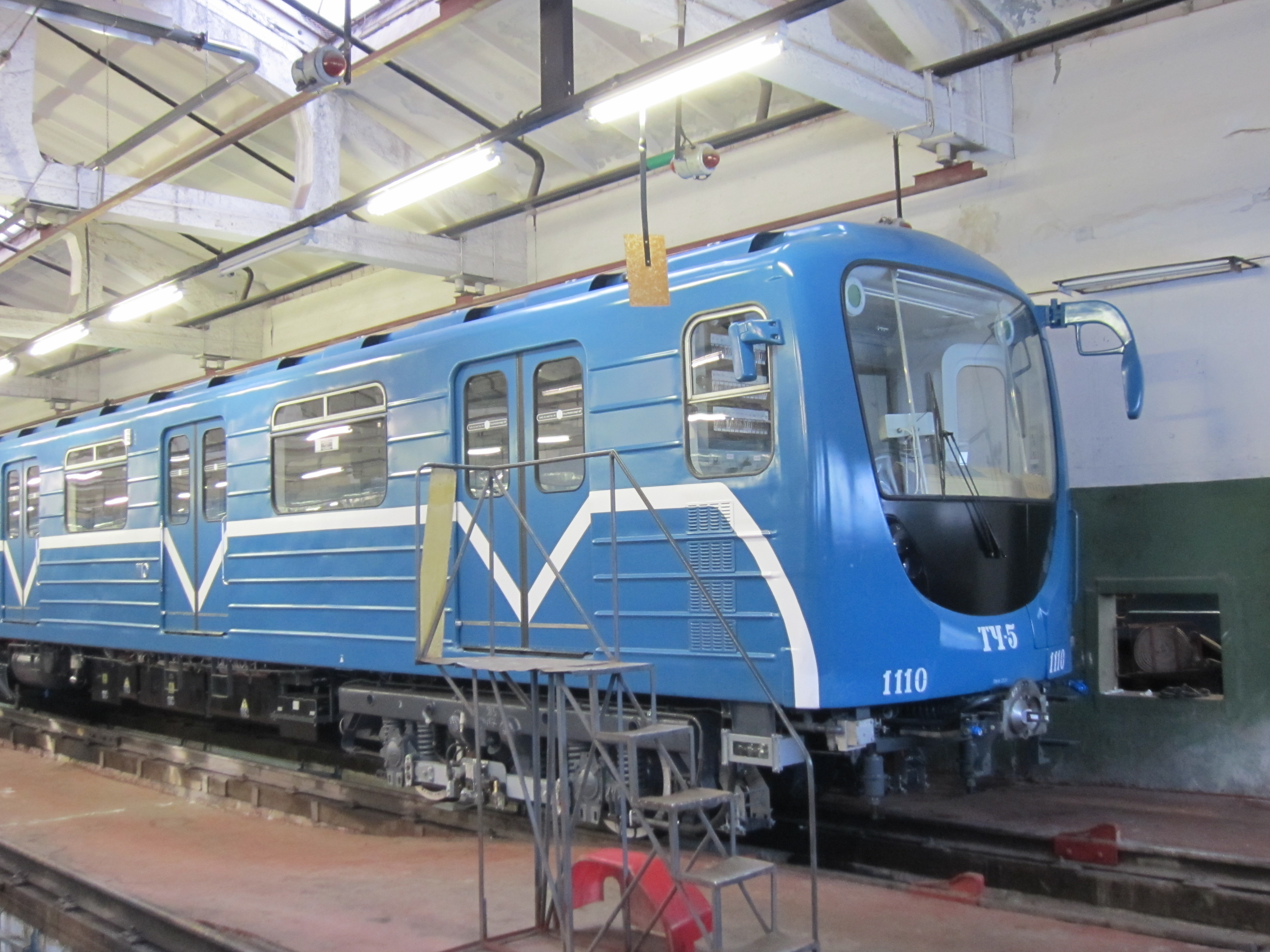
81-717.5P形（サンクトペテルブルク地下鉄）

- 81-717.5A/714.5A形（81-717.5А/714.5А） - 2010年に開業75周年を迎えたモスクワ地下鉄向けに製造された車種で、"レトロ"（Ретро）の愛称を持つ。モスクワ地下鉄開業時の車両であるA形電車（ロシア語版）を基に設計が行われた特別仕様となっており、車体や車内の塗装以外にも前面下部2箇所に設置された前照灯、屋根や窓枠などに木製色のプラスチックを使用した車内、革張りの座席、燭台調の車内照明など登場当初のA形を極力再現している。7両編成を組み、2010年5月15日に開催された記念式典で営業運転を開始して以降は他の車両と区別なく共通運用に就いている[35][36]。

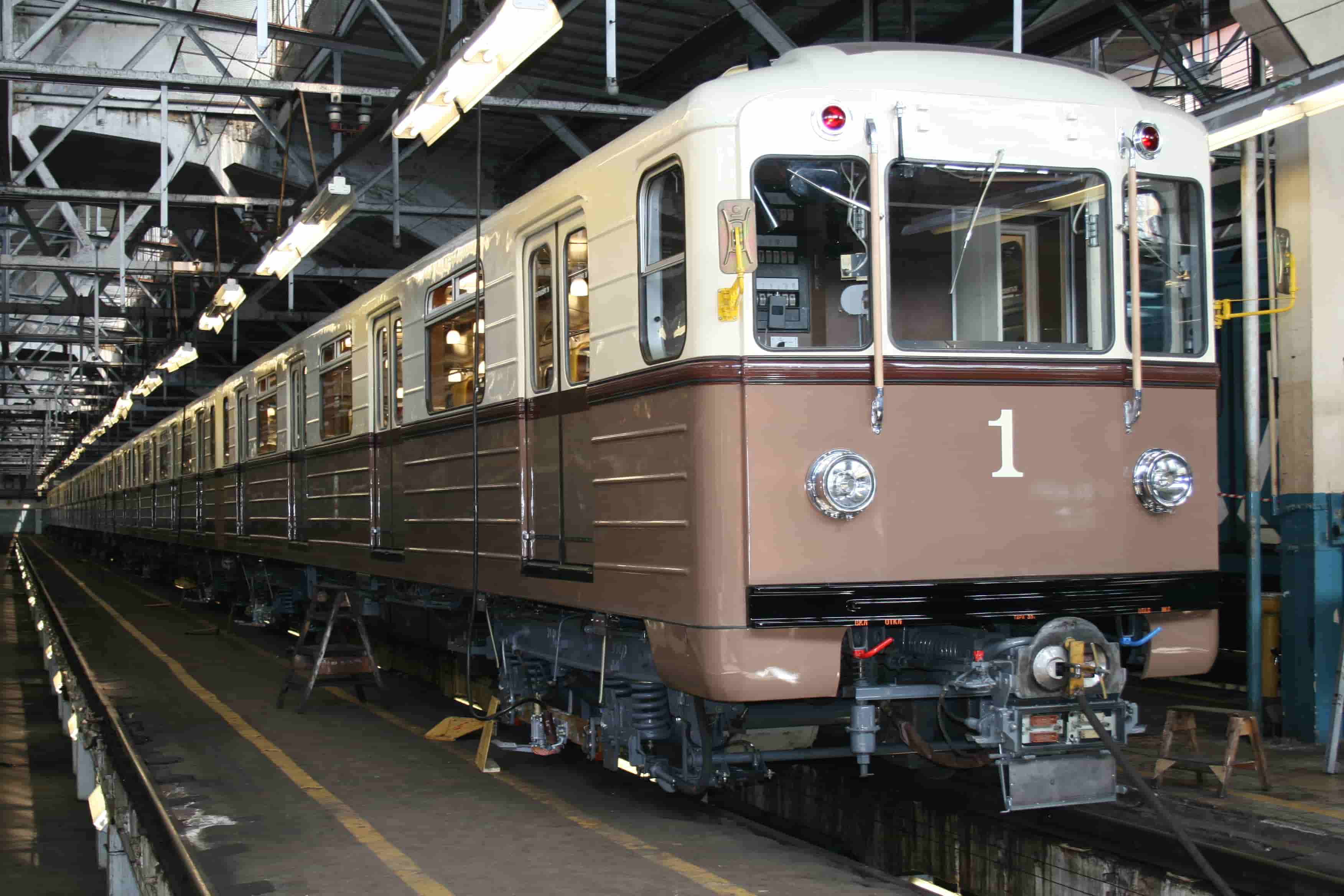
81-717.5A/714.5A形（モスクワ地下鉄）
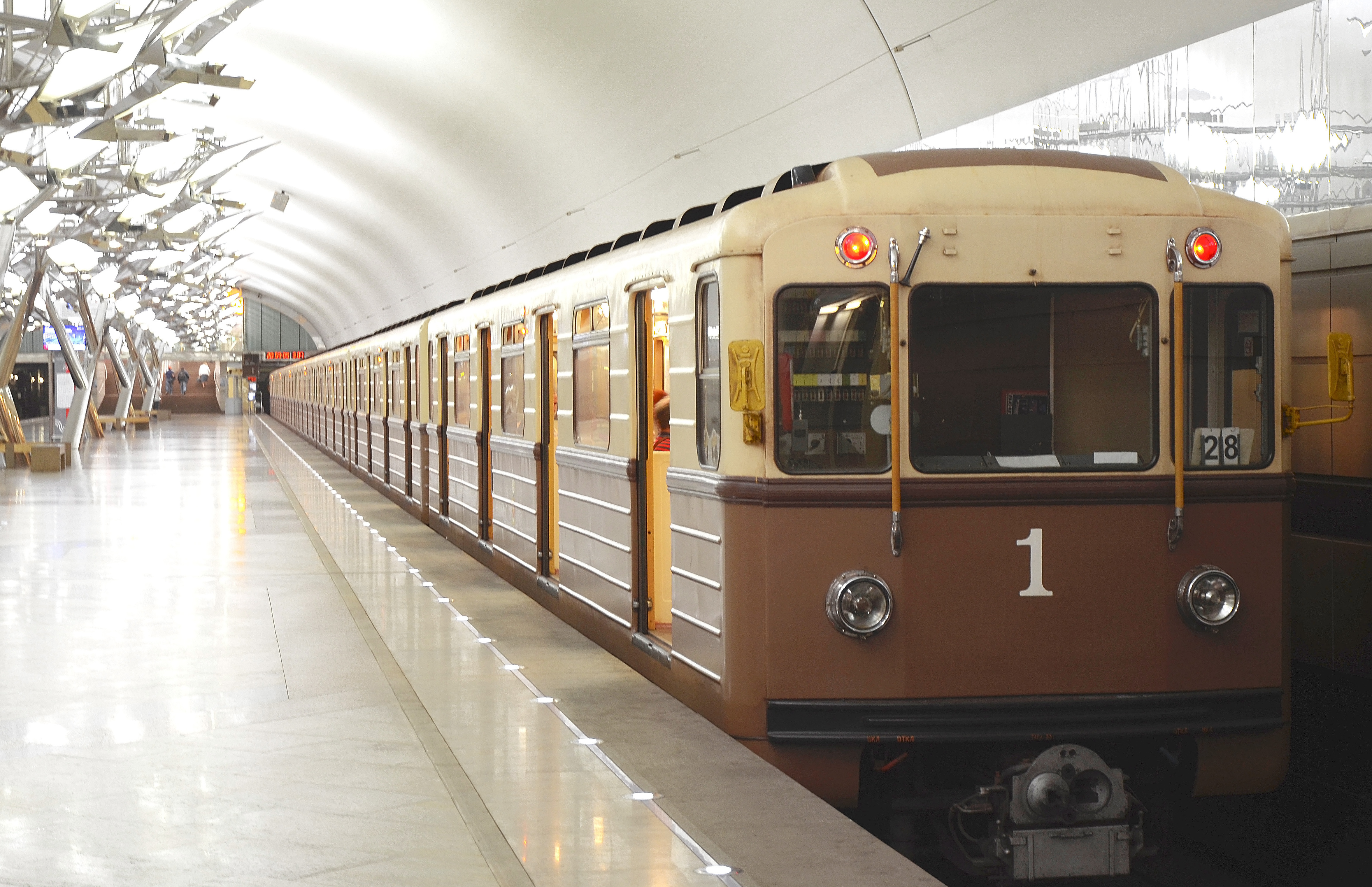
営業運転中の列車
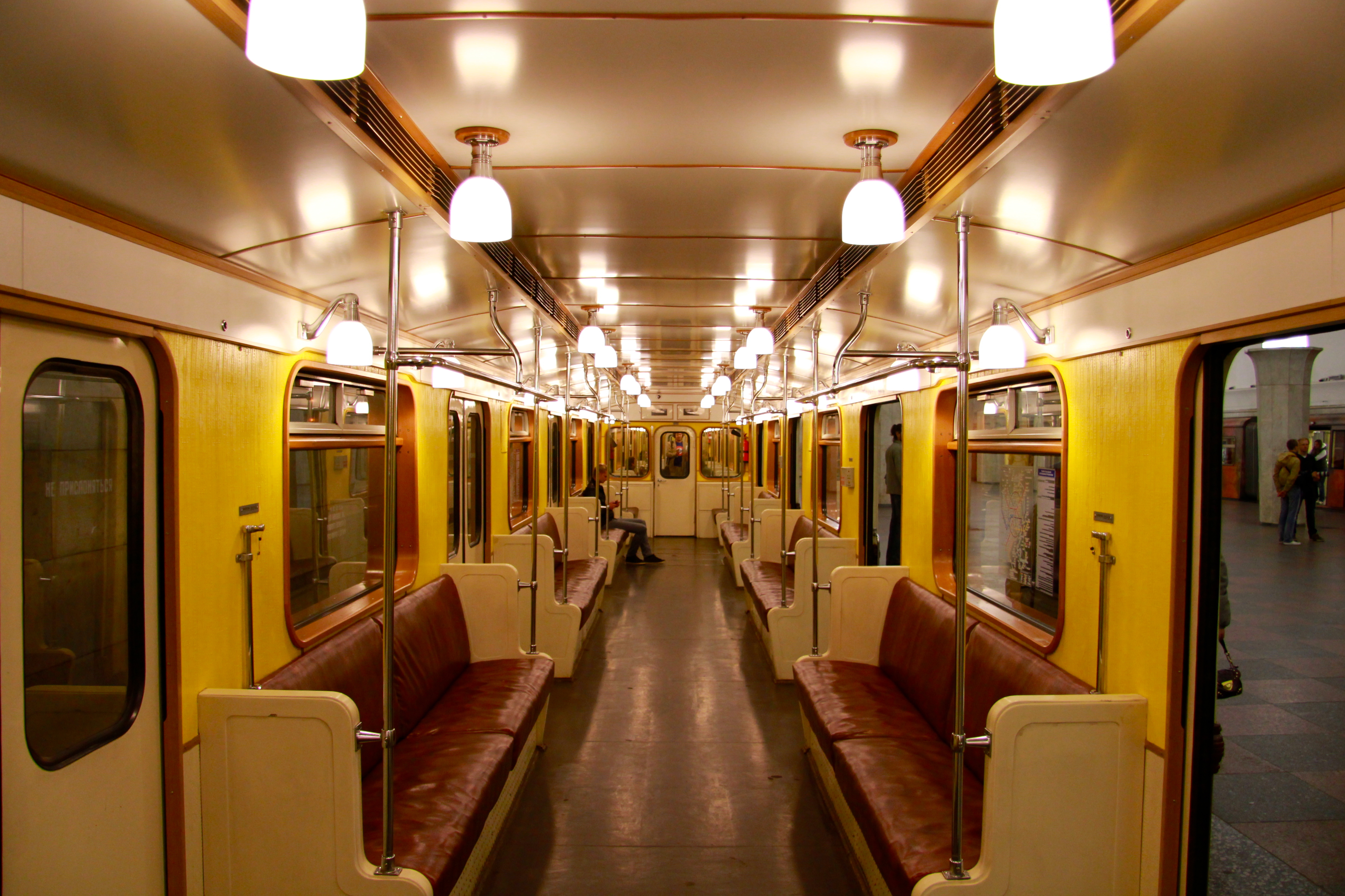
開業時の車両の様子が再現された車内

### 81-717.6/714.6形

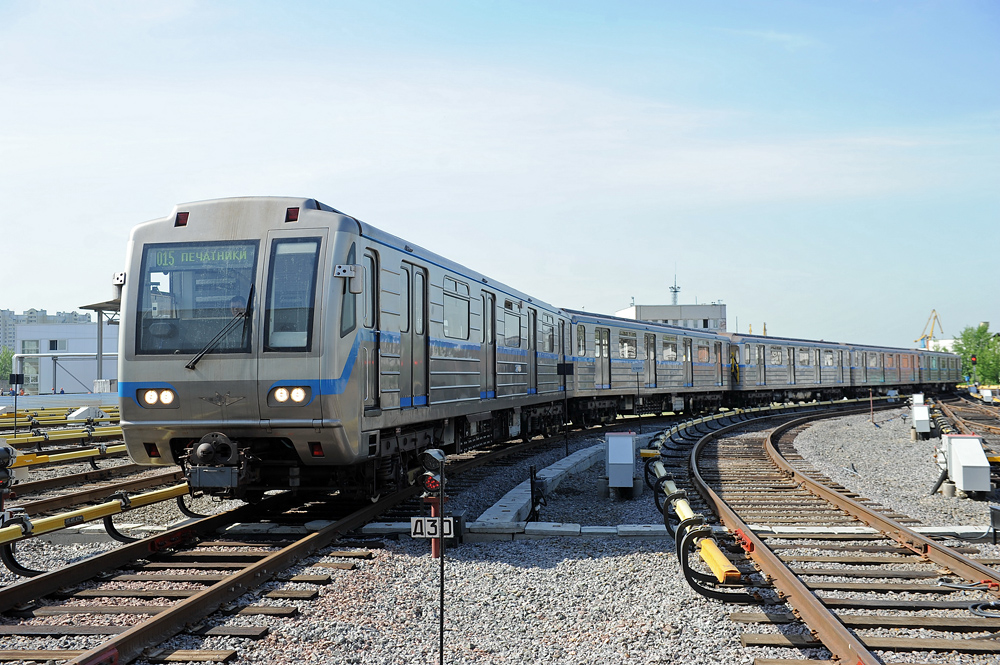
81-717.6/714.6形

老朽化や内装の陳腐化が進んだ81-717/714形の大幅な近代化を図った車種。前面を人間工学が用いられた非常扉付きのデザインに刷新し、内装も安全性や快適性を重視された設計に改められている。2010年以降モスクワ地下鉄、ニジニ・ノヴゴロド地下鉄、エカテリンブルク地下鉄に導入されている。また試作車として81-717.5/714.5形を同型の車体に更新した81-717.6K/714.6K形が作られ、各種試験が実施された。

## 改造

### 81-717M/714M形
前述のプラハ地下鉄81-71M形やブダペスト地下鉄81–717.2K/714.2K形に加え、エレバン地下鉄、トビリシ地下鉄、バクー地下鉄などでも81-717/714形の耐用年数延長を図るための更新工事が行われており、これらの車両には81-717M/714M形という形式名が付けられている。

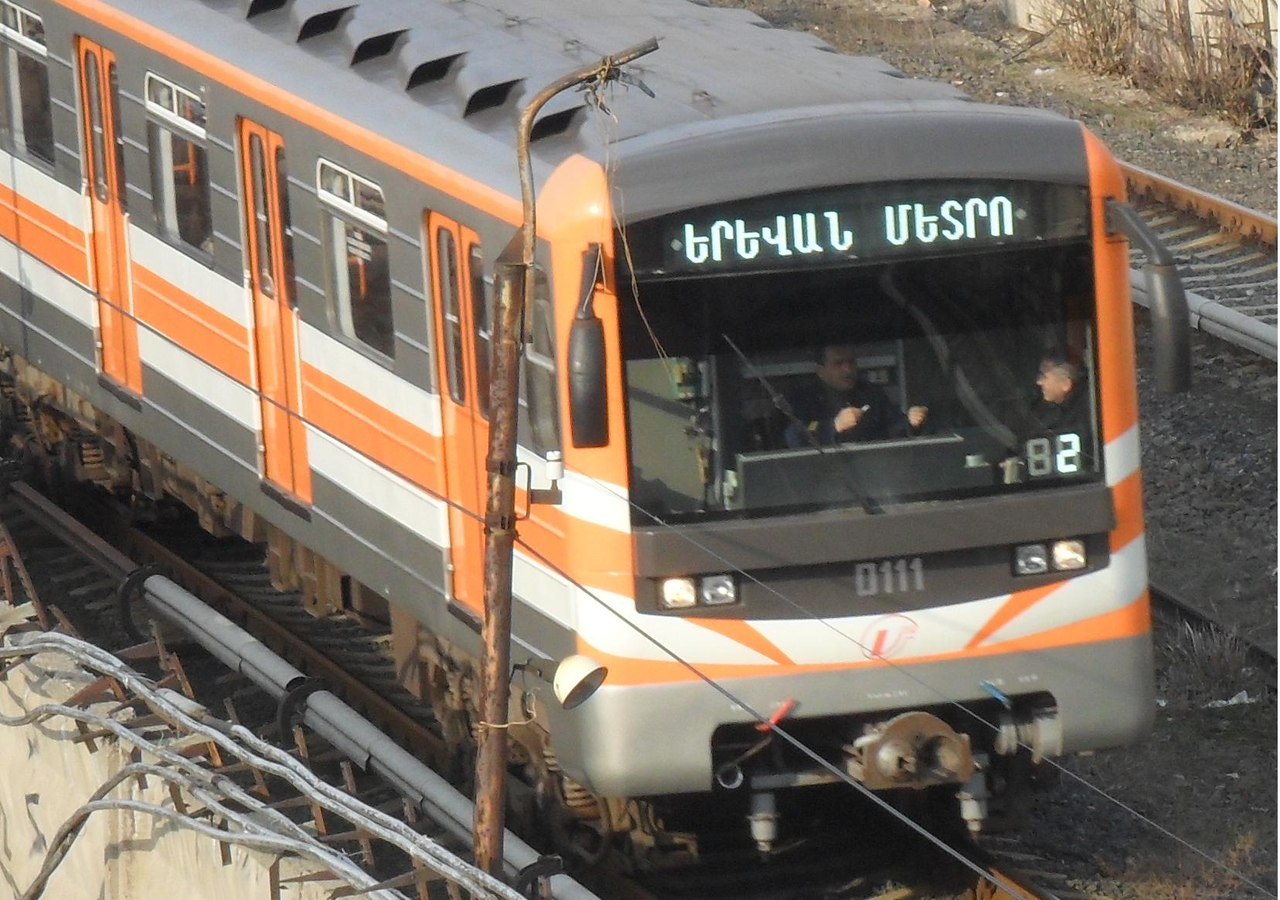
エレバン地下鉄
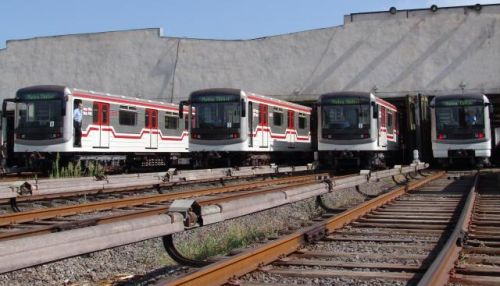
トビリシ地下鉄
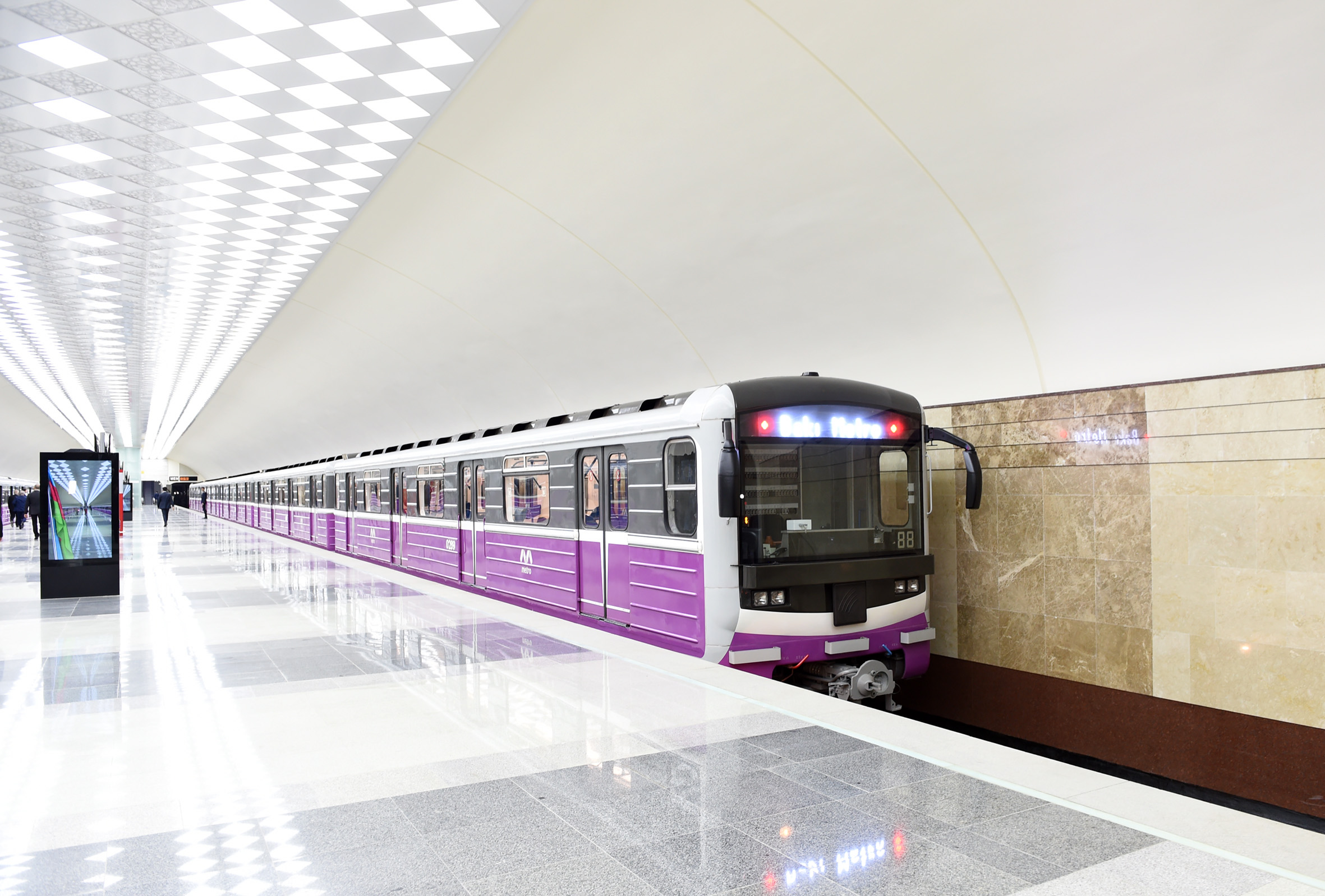
バクー地下鉄
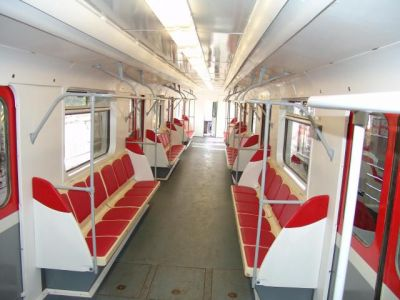
車内（トビリシ地下鉄）

### 両運転台化改造車
エレバン地下鉄チャルバフ支線のシャトル運用に充当するため、8783号車（エレバン地下鉄における車番）が本系列のうち車籍を有する車両では初となる両運転台化改造を受けた。改造はトビリシ地下鉄の専門家の指導のもとエレバン市内で行われ、改造された車両は2018年1月2日より運用を開始した。

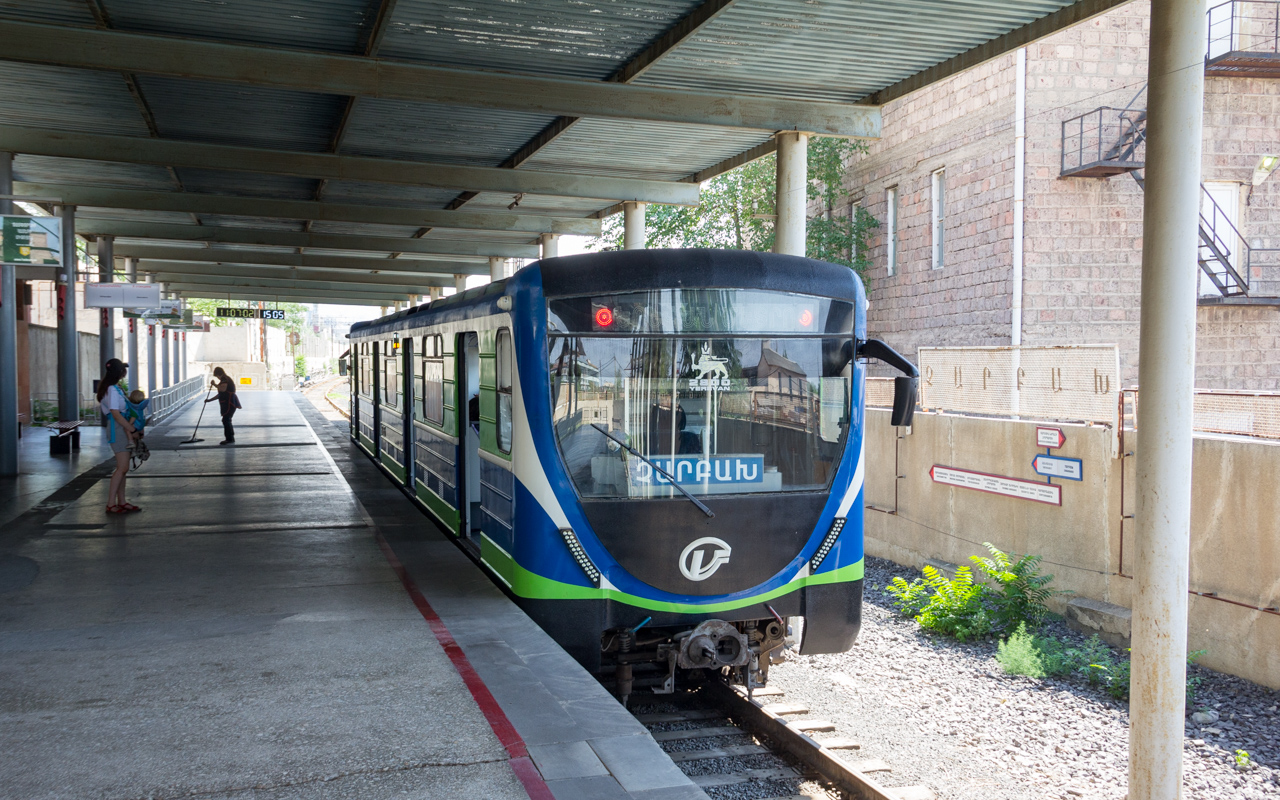
チャルバフ支線のシャトル運用に就く両運転台化改造車

### 事業用車
モスクワ地下鉄、バクー地下鉄など一部都市の地下鉄には、81-717/714形から改造された事業用車が在籍している。

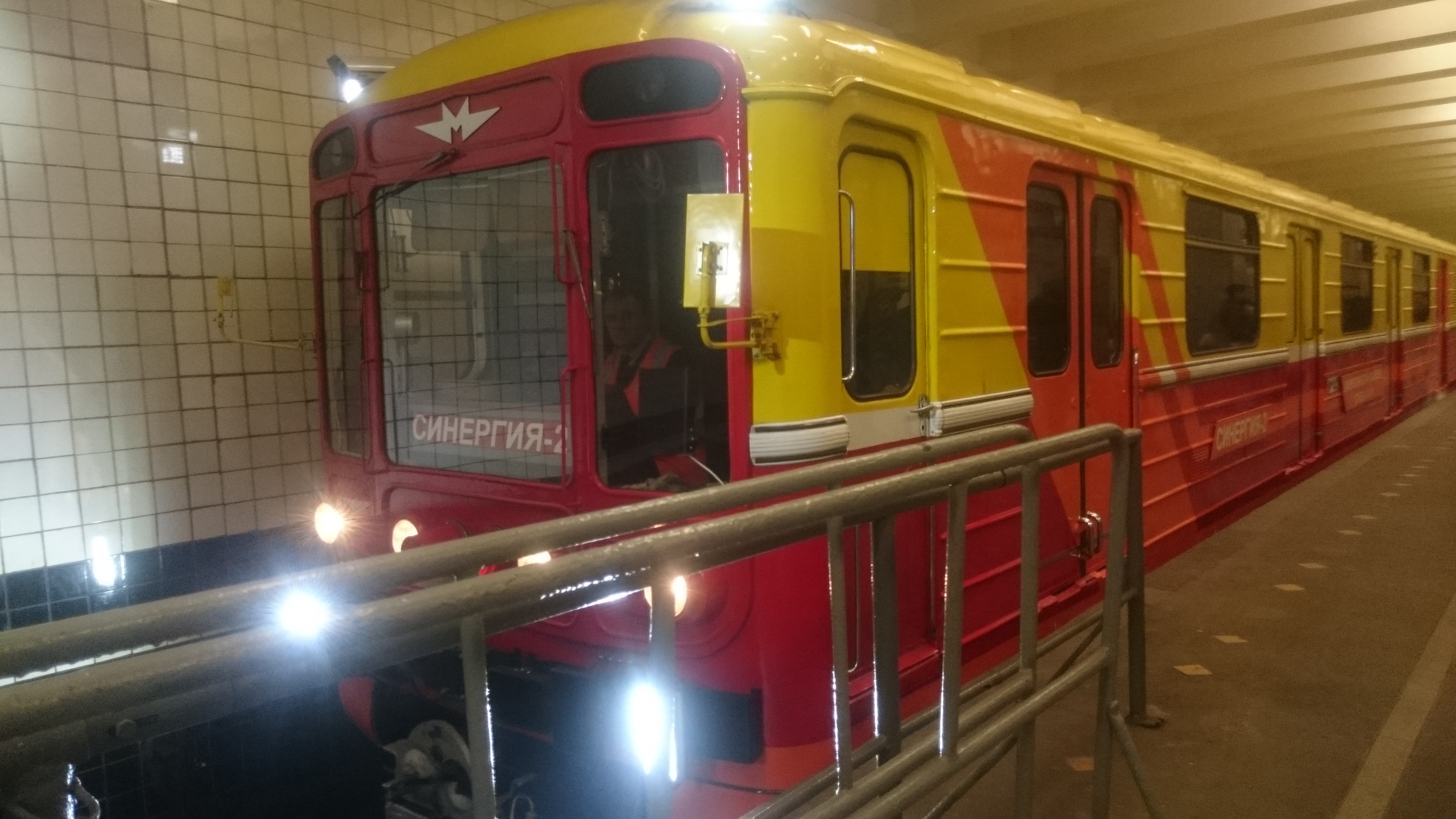
81-717形を改造したトンネル検測車 "相乗効果-2"（モスクワ地下鉄）
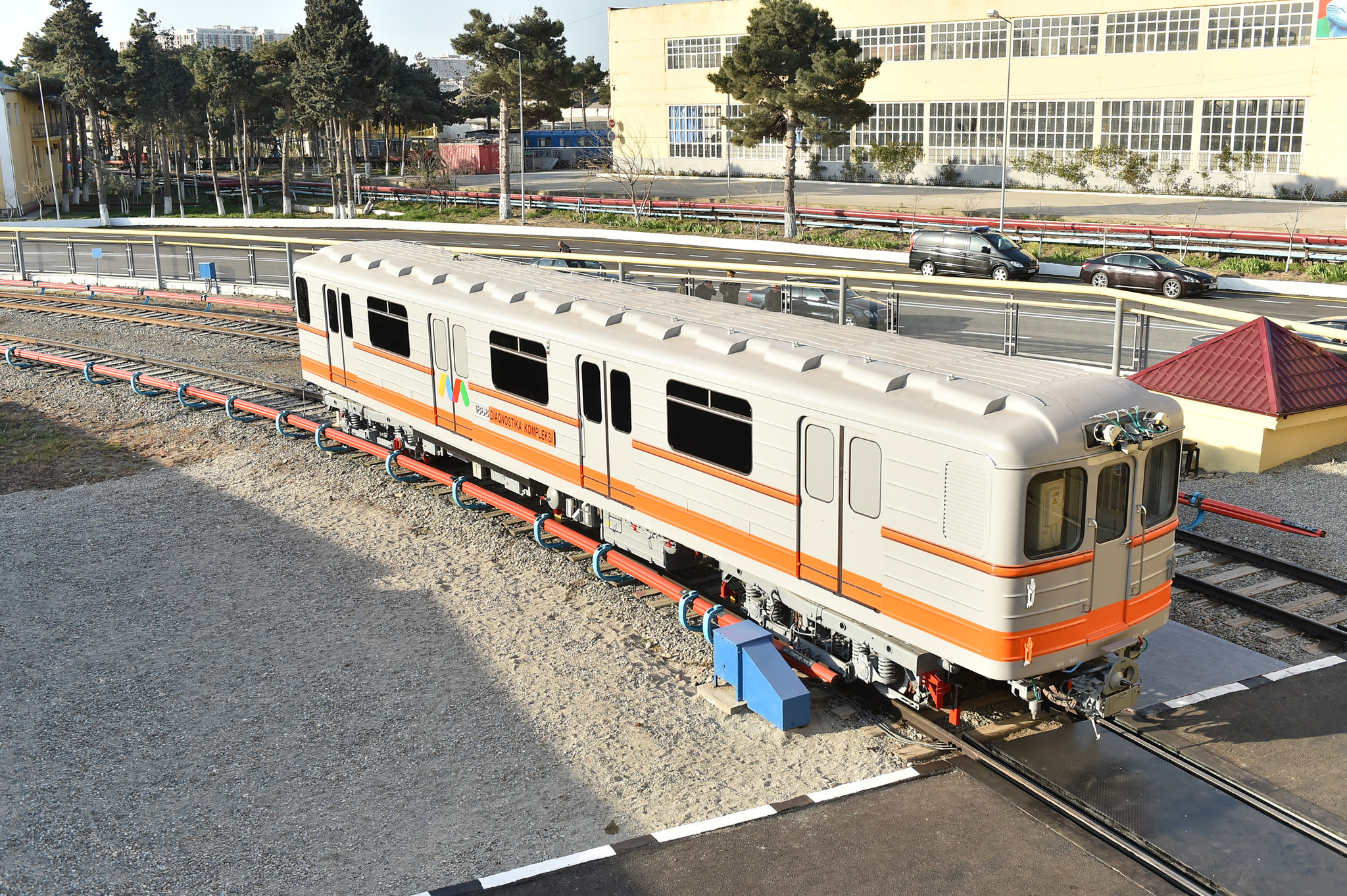
81-714B形を改造した軌道検測車（バクー地下鉄）

## 発展形式
81-717/714形を元に設計・製造が行われた地下鉄用電車として、以下の形式が存在する。
- 81-718/719形 - 81-717.5/714.5形を基に、制御方式をサイリスタチョッパ制御方式に改めた形式。1991年以降製造が行われ、タシュケント地下鉄やハルキウ地下鉄で使用されている[44]。
- 81-720.1/721.1形（ロシア語版） - 1990年にI.E.エゴロワ工場で製造された試作車。主電動機として誘導電動機を搭載していたが、試験結果は思わしくなかった[45]。
- 81-81-550/551/552形（ロシア語版） - 81-720.1/721.1形を改良した試作車。出力が向上した事により電動機を搭載しない付随車（81-552形）が組み込まれた。1992年から試験が実施されたが故障が多発し、1997年に量産を断念。その後機器を81-717/714形と同等のものに置き換えた上で81-540/541形（81-540.1/541.1形）に編入された[46]。
- 81-540/541形（ロシア語版） - 1997年以降、81-717.5/714.5形の後継車種としてワゴンマッシュで製造された形式。前面デザインの変更や自動列車運転装置の搭載など設計変更による複数のバリエーションが存在し、2013年にワゴンマッシュが倒産して以降は十月電車修理工場など他社による製造が続けられた[47][48]。
- 81-580/581/582形（ロシア語版） - 81-717/714形を基に製造された電気機関車（事業用車）。車内には座席の代わりに蓄電池が設置されているため、非電化区間でも走行が可能である[49]。

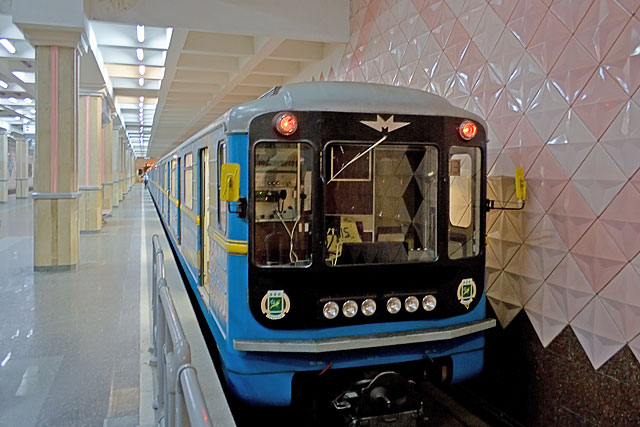
81-718/719形（ハルキウ地下鉄）
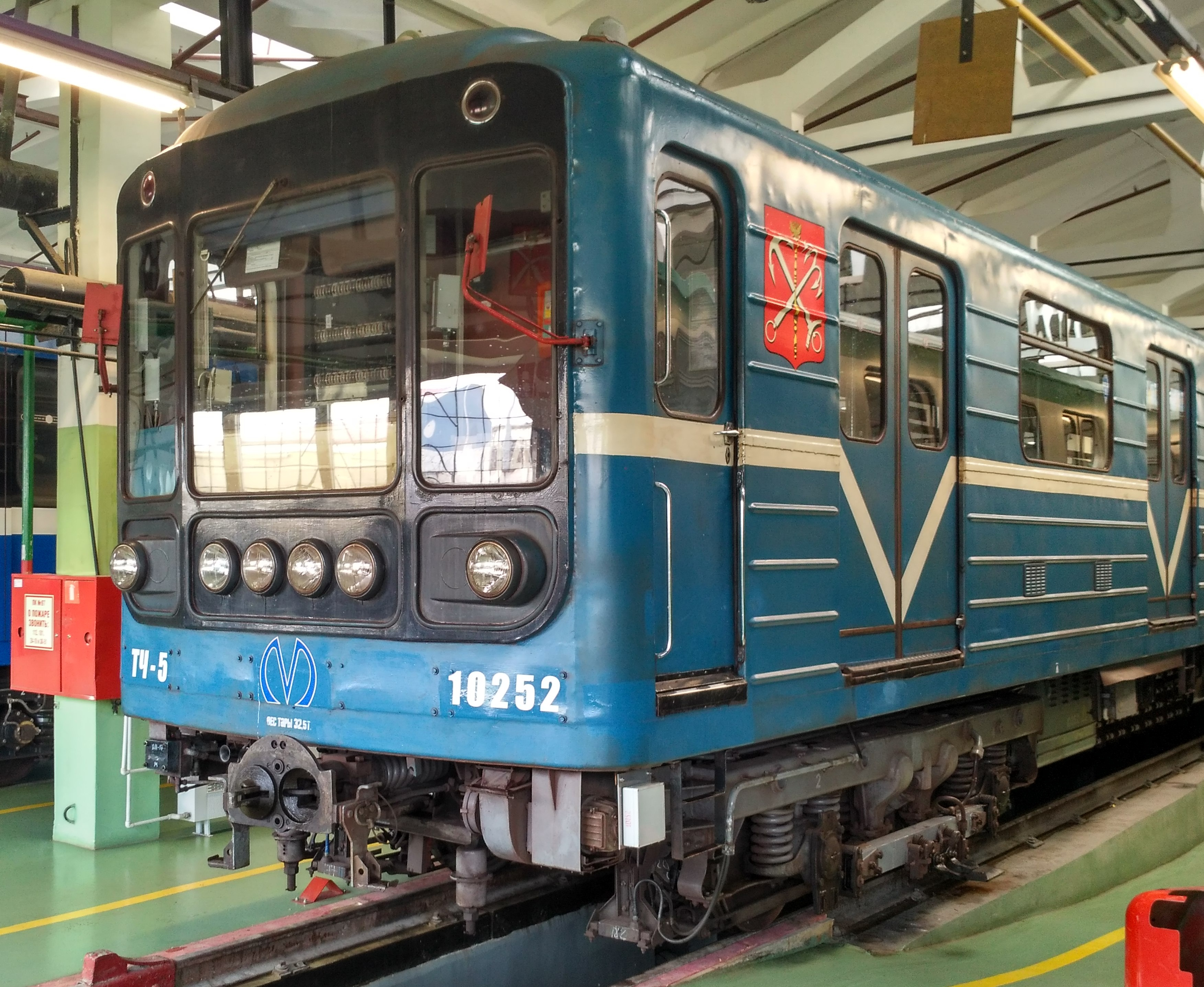
81-540.0/541.0形（サンクトペテルブルク地下鉄）
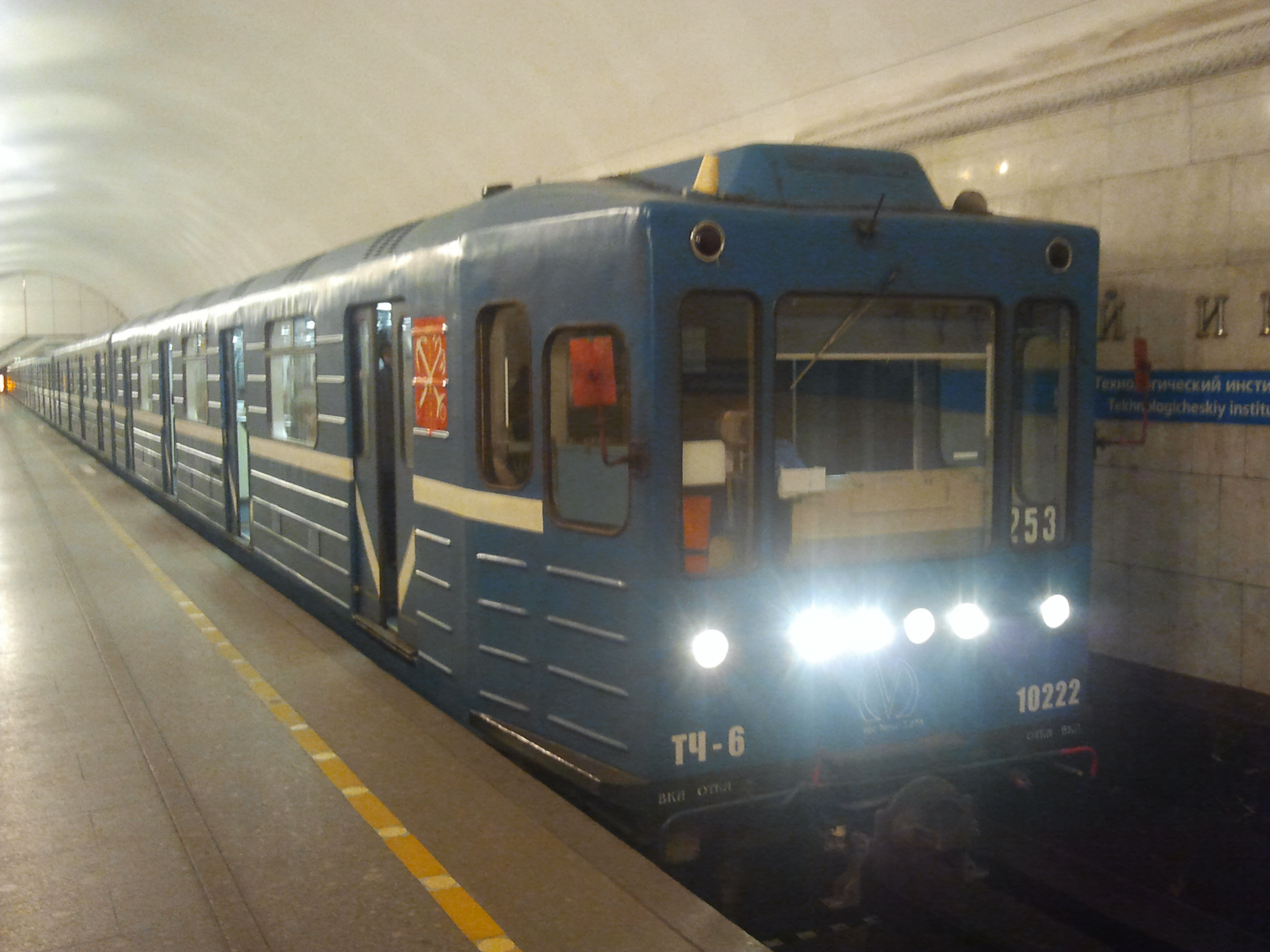
81-540.1/541.1形（サンクトペテルブルク地下鉄）
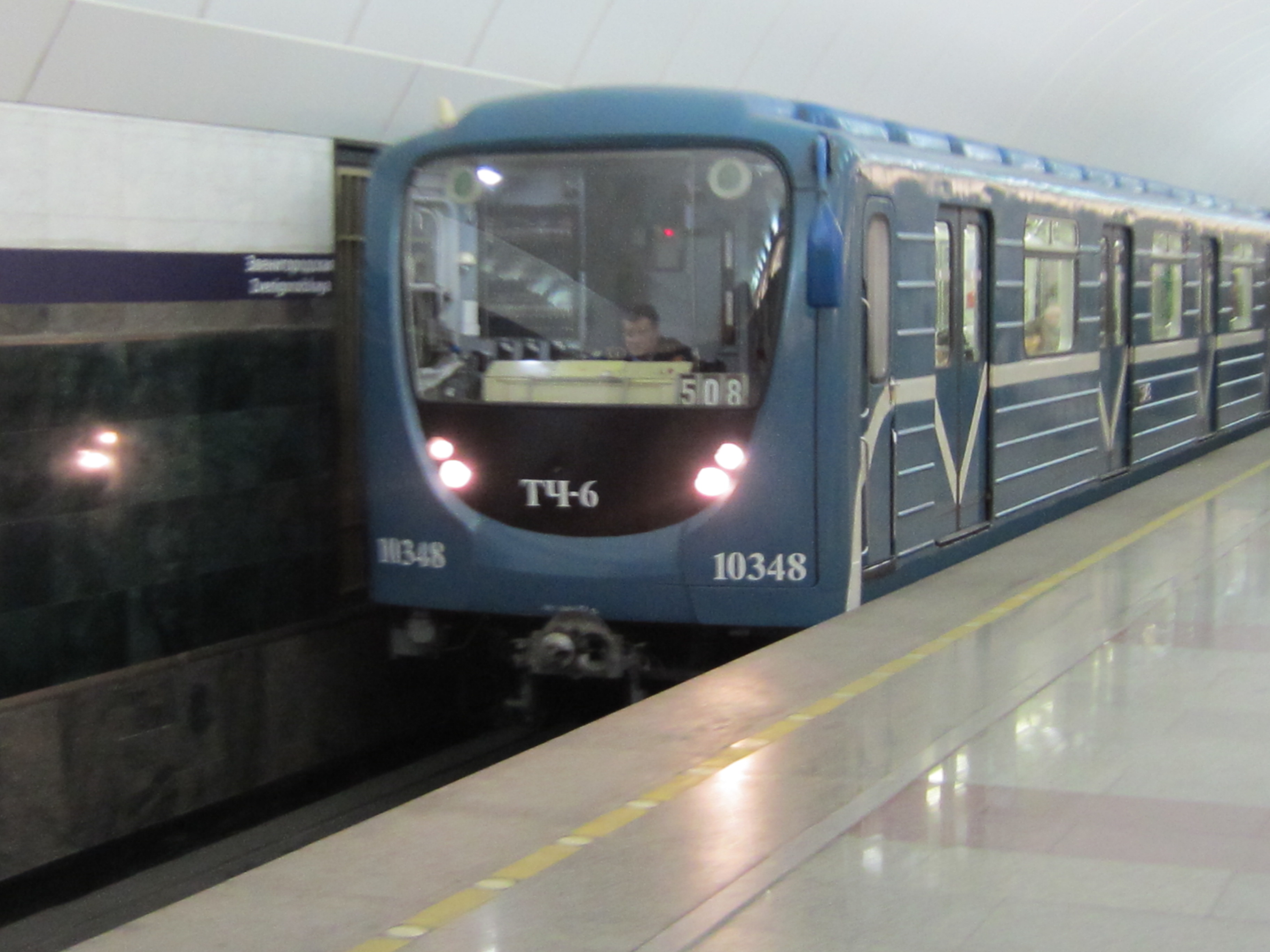
81-540.2/541.2形（ロシア語版）（サンクトペテルブルク地下鉄）
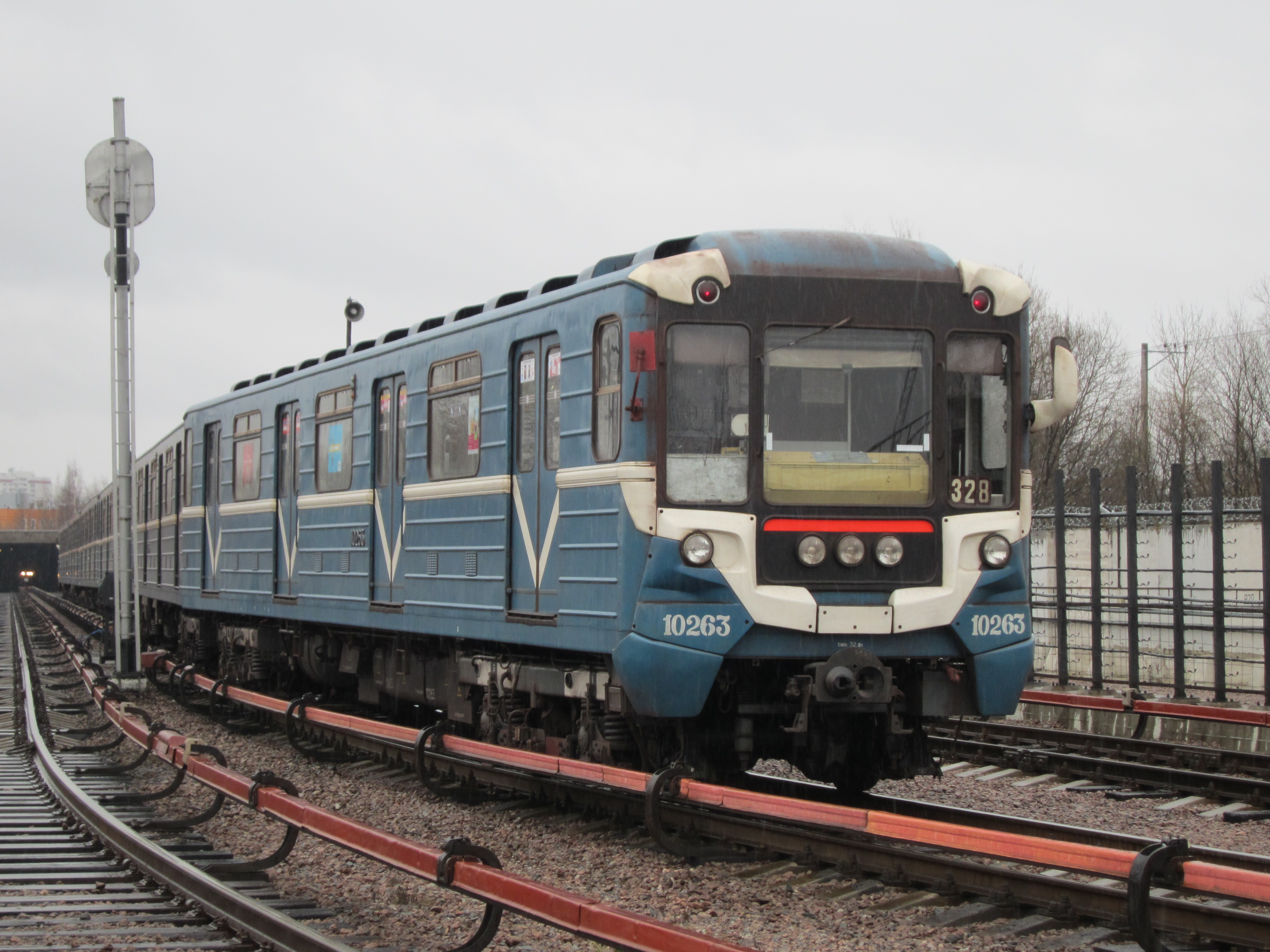
81-540.7/541.7形（サンクトペテルブルク地下鉄）
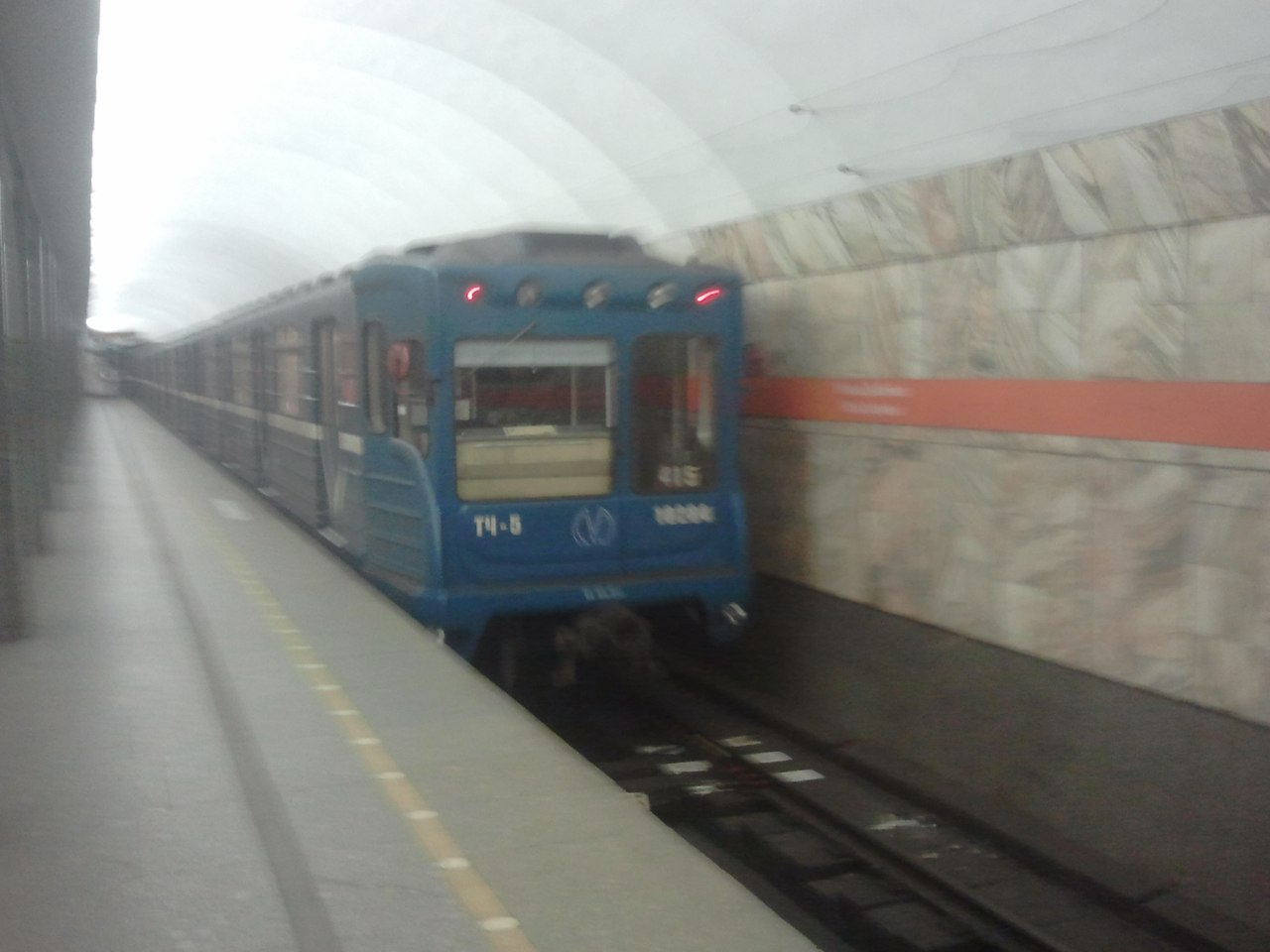
81-540.8/541.8形（サンクトペテルブルク地下鉄）
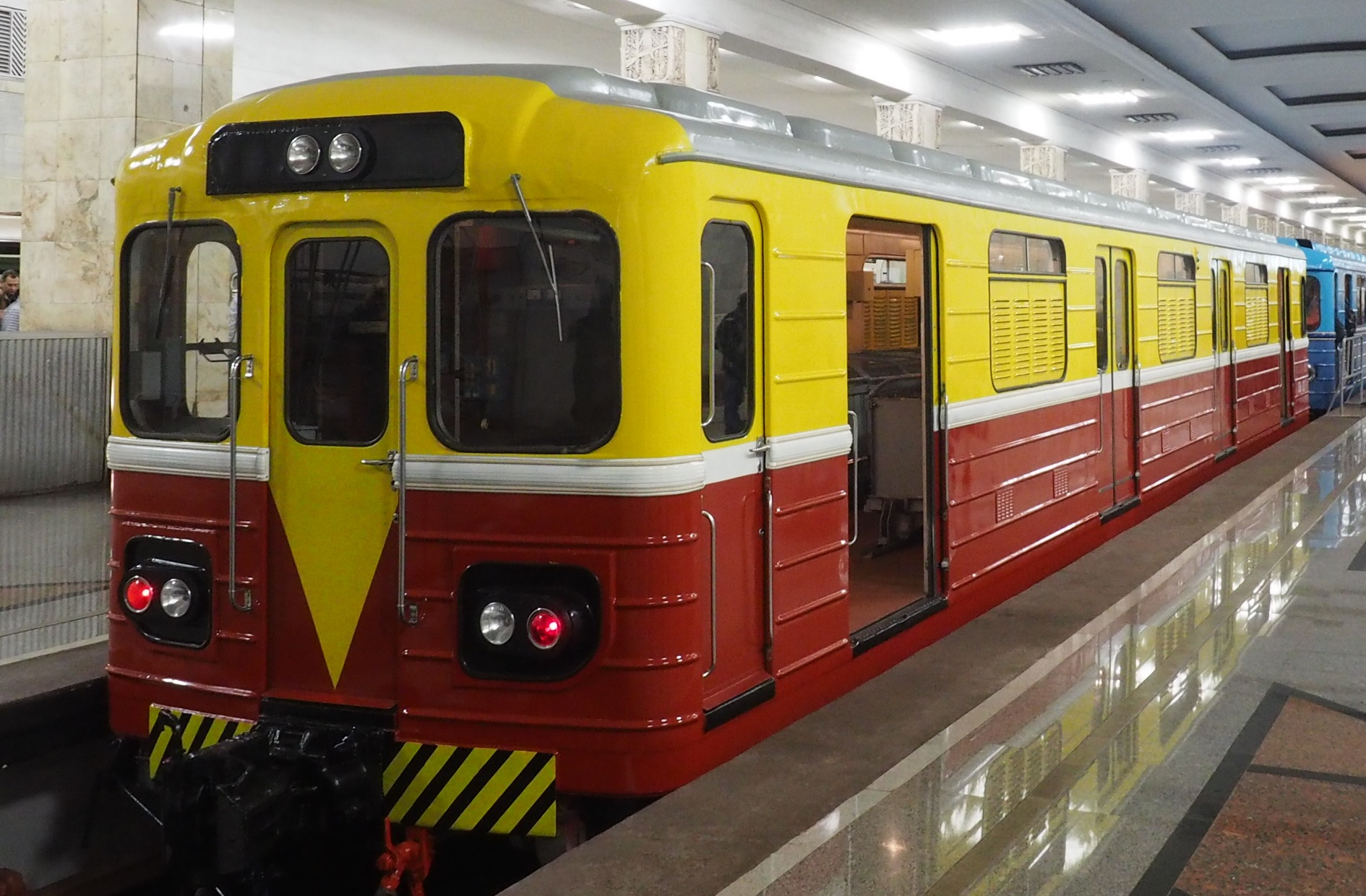
81-580形（モスクワ地下鉄）